# 山形放送
山形放送株式会社（やまがたほうそう、英: Yamagata Broadcasting Co., Ltd.）は、山形県を放送対象地域とした中波放送（AM放送）事業とテレビジョン放送事業を行っている特定地上基幹放送事業者である。略称はYBC。

## 概要
1953年（昭和28年）にラジオ局として開局し（呼称：ラジオ山形）、1960年（昭和35年）にテレビ放送を開始。山形県下で最も長い歴史を有するの民間放送（エリア内第1局）である。
系列新聞は山形新聞で、資本関係が非常に強く、社屋も共同で使用。2022年3月31日まではテレビで社説放送を行っていた。なお、読売新聞との資本関係は一切ないが、日本テレビホールディングス及び山形テレビの株式の保有している形で資本関係がある。筆頭株主は山形県。
ドキュメンタリー番組の製作に実績があり、近年では、16年連続で日本民間放送連盟賞を受賞している。

## 事業所
出典
※全ての本社・支社は山形新聞社・山形放送とともに事業を兼務する。
- 本社 - 山形県山形市旅篭町2丁目5-12 山形メディアタワー
- 東京支社 - 東京都中央区銀座6丁目13-16 銀座ウォールビル
- 大阪支社 - 大阪府大阪市北区中之島3丁目3-23 中之島ダイビル
- 仙台支社 - 宮城県仙台市青葉区大町1丁目4-1 明治安田生命仙台ビル
- 酒田支社 - 山形県酒田市山居町1丁目5-21 山新放送庄内会館
- 鶴岡支社 - 山形県鶴岡市本町3丁目7-52
- 新庄支社 - 山形県新庄市沖の町7-27
- 米沢支社 - 山形県米沢市丸の内1丁目1-1

## 沿革
- 1953年（昭和28年）
  - 2月20日 - 設立総会準備委員会発足[4]。
  - 3月14日 - 郵政省に、山形市におけるラジオ放送の免許申請（申請周波数は535kc～1605kcと未定、出力：500W）[5] 。
  - 5月26日 - 鶴岡ラジオ中継局の免許申請（出力 100W）[6]。
  - 8月14日 - ラジオ放送に予備免許交付（周波数1140kc・出力1kW（夜間500W））[4]。
  - 10月4日 - ラジオ放送に本免許交付。当時の本社所在地は山形市七日町741番地、送信所は山形市印役町四川原[4][7]。
  - 10月15日 - ラジオ開局[8]。全国で28番目にラジオ放送開始。
- 1954年（昭和29年）
  - 7月9日 - 服部社長が、山形新聞社の名義で、ニュース放送のための標準放送局を開設したい旨の免許申請を行う（電力50W、工事費820万円）[9]。
  - 8月13日 - 鶴岡ラジオ放送局に予備免許交付[4]。
  - 10月15日 - 鶴岡ラジオ放送局に本免許交付され、同日開局[4]。
- 1956年（昭和31年）
  - 2月16日 - テレビ放送の免許申請。
  - 5月29日 - 山形ラジオ送信所の周波数変更申請[4]。
  - 10月1日 - 山形ラジオ送信所の夜間出力増力（500W→1 kW）、周波数変更（1140kc→920kc）。また、同日に北海道放送とニュース提携を結ぶ[4]。
- 1957年（昭和32年）
  - 1月17日 - 庄内地区にテレビ放送の免許申請[4]。
  - 10月22日 - テレビ放送予備免許交付[4]。
- 1959年（昭和34年）10月2日 - 山形ラジオ送信所の出力増力（1 kW→3 kW）[4]。
- 1960年（昭和35年）
  - 3月16日 - テレビ放送本免許交付[4]。
  - 3月25日 - テレビ、サービス放送開始[4]。
  - 4月1日 - テレビ開局[4][8]、本放送開始。当初は日本テレビを主体としたフリーネットだった。
- 1961年（昭和36年）
  - 4月22日 - 鶴岡テレビ放送局に予備免許交付[4]。
  - 10月1日[4] - 鶴岡テレビ中継局開局。庄内地方でも視聴可能になる（開局までの経緯は下記の項参照）。
- 1966年（昭和41年）
  - 4月1日 - NNNに加盟。
  - 10月1日 - テレビ、ネット番組のカラー放送開始。
- 1970年（昭和45年）4月1日 - 山形テレビ（YTS）の開局によりフジテレビの番組全般とTBS・NETテレビの番組の一部が同局に移行（但し、10年後の1980年（昭和55年）4月1日に同局からテレビ朝日の大半の番組が逆移行される）。
- 1971年（昭和46年）
  - 6月1日 - テレビ自動番組制御装置（APS）導入（NEC製）。
  - 8月 - テレビ全面カラー化。
- 1980年（昭和55年）4月1日 - ANNに正式加盟しテレビ朝日との正式なクロスネット局となる[10]。
- 1981年（昭和56年）7月24日 - テレビ音声多重放送開始（音声多重放送実用化試験局）。1983年（昭和58年）7月から音声多重放送実用化局に移行。
- 1983年（昭和58年）2月1日 - 営業放送システム（EDPS）とCMバンク導入。
- 1987年（昭和62年）4月1日 - テレビ主調整室（マスター）更新（NEC製）。
- 1989年（平成元年）10月1日 - テレビユー山形（TUY）の開局により、TBS系列の番組が同局に移行。
- 1993年（平成5年）
  - 3月31日 - この日を最後にANNを脱退。
  - 4月1日 - YTSがフジテレビ（FNN）系列局からANN系列局に変更となり、それに伴い日本テレビ系列フルネット局となる。
- 1995年（平成7年）9月18日 - 鶴岡ラジオ中継局の周波数が、山形送信所と同じ918kHzに変更。この変更に伴い、同中継局のコールサイン「JOEL」が廃止され山形県内同一周波数となった。(詳細は下記参照。)
- 1997年（平成9年）4月 - CMバンク更新。
- 2002年（平成14年）4月 - テレビ終夜放送開始（全曜日）。
- 2003年（平成15年）1月1日 - CIを導入し、現行ロゴに変更。
- 2005年（平成17年）
  - 1月15日 - テレビ放送の送出を旧社屋から、地上デジタル放送対応の主調整室（マスター）（NEC製）を備えた新社屋（山形メディアタワー）に切り替え。
  - 12月1日 - 地上デジタル放送（JOEF-DTV、リモコンキーID：4）開始（NHK山形・TUYと同時）。
- 2006年（平成18年）
  - 4月1日 - ワンセグ放送を開始。
  - 8月21日 - ラジオ放送の送出を新社屋に切り替え。
- 2011年（平成23年）
  - 4月1日 - 東日本大震災に伴う節電対策のため、テレビ終夜放送を一旦中止。
  - 7月24日 - 地上アナログテレビ放送終了。同時に鶴岡テレビ中継局に付与されていたコールサイン「JOEL-TV」も廃止。
- 2012年（平成24年）10月15日 - テレビ終夜放送を再開。前期間と同様で全曜日実施。
- 2015年（平成27年）9月18日 - ラジオ放送をradiko.jpで配信開始。
- 2018年（平成30年）
  - 3月30日 - YBCラジオのFM補完中継局に予備免許を交付[11]。
  - 10月15日 -  YBCラジオのFM補完放送を開始（周波数92.4 MHz・出力1kW）[12][13]
- 2021年（令和3年）7月5日 - テレビ放送、「NNS標準営放システム」サービス提供開始[14]。
- 2025年（令和7年）
  - 1月10日 - インターネット上の有料課金プラットフォーム「YBCオンデマンド」を開設[15]。

## 資本構成
企業・団体の名称、個人の肩書は当時のもの。出典：

### 2021年3月31日
| 資本金      | 発行済株式総数 | 株主数 |
| ----------- | -------------- | ------ |
| 3億9800万円 | 79,600株       | 380    |

| 株主                 | 株式数   | 比率   |
| -------------------- | -------- | ------ |
| 山形県               | 11,449株 | 14.38% |
| 山形新聞社           | 07,913株 | 09.94% |
| 東京海上日動火災保険 | 03,741株 | 04.69% |
| ヤマコー             | 03,637株 | 04.56% |
| 山形銀行             | 03,462株 | 04.34% |
| 三島                 | 02,990株 | 03.75% |
| きらやか銀行         | 02,572株 | 03.23% |

## ラジオ
放送時間は、月曜 0:00 - 4:00休止の24時間放送。月曜のみ4:00、ほかは5:00を1日の基点とする。

### ラジオ周波数
| 放送波 | 種別   | 送信所 | 周波数                     | 識別信号     | 出力 |
| ------ | ------ | ------ | -------------------------- | ------------ | ---- |
| AM     | 親局   | 山形   | 918 kHz （全県同一周波数） | JOEF         | 5 kW |
| AM     | 中継局 | 鶴岡   | 918 kHz （全県同一周波数） | JOEL（廃止） | 1 kW |
| AM     | 中継局 | 米沢   | 918 kHz （全県同一周波数） |              | 1 kW |
| AM     | 中継局 | 新庄   | 918 kHz （全県同一周波数） |              | 1 kW |
| AM     | 中継局 | 酒田   | 918 kHz （全県同一周波数） |              | 500W |
| AM     | 中継局 | 小国   | 918 kHz （全県同一周波数） |              | 100W |
| FM補完 | 中継局 | 山形   | 92.4 MHz                   |              | 1 kW |

### トンネル内ラジオ再送信サービス実施箇所
- 国道48号関山トンネル
- 山形自動車道笹谷トンネル・岩の沢トンネル・新山トンネル・宝沢トンネル・白髭トンネル・唐松トンネル・盃山トンネル・双月トンネル・山家トンネル・高原トンネル・青野トンネル

#### 歴史
- ラジオは開局当初、当時の服部社長がニッポン放送およびフジテレビの社長だった鹿内信隆と懇意にしていたため、ニッポン放送とネットワークを結んでいた。1965年（昭和40年）以降はJRNとNRNのクロスネット。なお、1978年（昭和53年）に勃発した巨人戦中継問題以降、月曜日のみRFナイターを編成していた時期もあった。
- 1960年10月7日[4] - 1965年10月までは「精密同一周波数放送実用化試験局」が存在し、「JO8AB」のコールサインで鶴岡から山形と同じ920kcで放送が行われていた。当時の最先端技術であり、これが後の鶴岡・酒田精密同期放送（1098 kHz）や現在の県内・他県の同一周波数放送の礎になっている。
- まだ日本に放送ネットワークの概念がなかった民放ラジオ草創期に、ニッポン放送の昼ワイド番組を日本で初めてネットしたり、東京から中継されていた北海道放送のニュース番組をネットするなど、当時としては先進的な試みを行った。
- 札幌テレビ放送がラジオ放送を開始する前に、STV社員がラジオ放送の実地研修を行った。その時の経験が北海道後発局にもかかわらず、高聴取率を得る番組制作へと繋がっていったという。
- ラジオ放送のシステムは2006年8月21日に新社屋に移動した。山形メディアタワー（新社屋）1階にはガラス張りのスタジオ（愛称：918スタジオ）があり、一般人もガラス越しにスタジオ内を観覧できる。
- 2015年9月18日に「radiko.jp」で、ラジオ放送のインターネット配信を開始した。
- 2018年10月15日より村山地区でFM補完放送を開始した。

### 現在放送中の番組
2025年4月時点。現在の番組の詳細は、公式サイトの ラジオ週間番組表 を参照。
自社制作番組は太字。

#### 平日
| 時                                               | 月曜日 | 火曜日 | 水曜日 | 木曜日 | 金曜日 |
| ------------------------------------------------ | --- | --- | --- | --- | --- |
| 5                                                | 5:00 情報宝島（ニッポン放送） | 5:00 情報宝島（ニッポン放送） | 5:00 情報宝島（ニッポン放送） | 5:00 情報宝島（ニッポン放送） | 5:00 情報宝島（ニッポン放送） |
| 5                                                | 5:05 世の光 | | | | |
| 5                                                | 5:10 心のともしび | | | | |
| 5                                                | 5:15 わくわくお届け便 | 5:15 健康知恵袋 | 5:15 納得!お得!ラジオショッピング | 5:15 健康とっておき | 5:15 旬!SHUN!ピックアップ |
| 5                                                | 5:30 Brand-New Morning（TBSラジオ） ▽6:20 今日、なに話す? | | | | |
| 6                                                | | | | | |
| 6:30 ドクターアドバイスで きょうも元気           | | | | | |
| 6:45 Buy Now                                     | | | | | |
| 7                                                | 7:00 グッとモーニン!! ▽7:10 お早う!ニュースネットワーク（ニッポン放送） ▽7:30 羽田美智子のいってらっしゃい（ニッポン放送） ▽7:35 おはよう!セーフティドライブ! ▽8:00 話題のアンテナ 日本全国8時です（TBSラジオ） ▽8:35 武田鉄矢・今朝の三枚おろし（文化放送） | 7:00 グッとモーニン!! ▽7:10 お早う!ニュースネットワーク（ニッポン放送） ▽7:30 羽田美智子のいってらっしゃい（ニッポン放送） ▽7:35 おはよう!セーフティドライブ! ▽8:00 話題のアンテナ 日本全国8時です（TBSラジオ） ▽8:35 武田鉄矢・今朝の三枚おろし（文化放送） | 7:00 グッとモーニン!! ▽7:10 お早う!ニュースネットワーク（ニッポン放送） ▽7:30 羽田美智子のいってらっしゃい（ニッポン放送） ▽7:35 おはよう!セーフティドライブ! ▽8:00 話題のアンテナ 日本全国8時です（TBSラジオ） ▽8:35 武田鉄矢・今朝の三枚おろし（文化放送） | 7:00 グッとモーニン!! ▽7:10 お早う!ニュースネットワーク（ニッポン放送） ▽7:30 羽田美智子のいってらっしゃい（ニッポン放送） ▽7:35 おはよう!セーフティドライブ! ▽8:00 話題のアンテナ 日本全国8時です（TBSラジオ） ▽8:35 武田鉄矢・今朝の三枚おろし（文化放送） | 7:00 グッとモーニン!! ▽7:10 お早う!ニュースネットワーク（ニッポン放送） ▽7:30 羽田美智子のいってらっしゃい（ニッポン放送） ▽7:35 おはよう!セーフティドライブ! ▽8:00 話題のアンテナ 日本全国8時です（TBSラジオ） ▽8:35 武田鉄矢・今朝の三枚おろし（文化放送） |
| 8                                                | 7:00 グッとモーニン!! ▽7:10 お早う!ニュースネットワーク（ニッポン放送） ▽7:30 羽田美智子のいってらっしゃい（ニッポン放送） ▽7:35 おはよう!セーフティドライブ! ▽8:00 話題のアンテナ 日本全国8時です（TBSラジオ） ▽8:35 武田鉄矢・今朝の三枚おろし（文化放送） | 7:00 グッとモーニン!! ▽7:10 お早う!ニュースネットワーク（ニッポン放送） ▽7:30 羽田美智子のいってらっしゃい（ニッポン放送） ▽7:35 おはよう!セーフティドライブ! ▽8:00 話題のアンテナ 日本全国8時です（TBSラジオ） ▽8:35 武田鉄矢・今朝の三枚おろし（文化放送） | 7:00 グッとモーニン!! ▽7:10 お早う!ニュースネットワーク（ニッポン放送） ▽7:30 羽田美智子のいってらっしゃい（ニッポン放送） ▽7:35 おはよう!セーフティドライブ! ▽8:00 話題のアンテナ 日本全国8時です（TBSラジオ） ▽8:35 武田鉄矢・今朝の三枚おろし（文化放送） | 7:00 グッとモーニン!! ▽7:10 お早う!ニュースネットワーク（ニッポン放送） ▽7:30 羽田美智子のいってらっしゃい（ニッポン放送） ▽7:35 おはよう!セーフティドライブ! ▽8:00 話題のアンテナ 日本全国8時です（TBSラジオ） ▽8:35 武田鉄矢・今朝の三枚おろし（文化放送） | 7:00 グッとモーニン!! ▽7:10 お早う!ニュースネットワーク（ニッポン放送） ▽7:30 羽田美智子のいってらっしゃい（ニッポン放送） ▽7:35 おはよう!セーフティドライブ! ▽8:00 話題のアンテナ 日本全国8時です（TBSラジオ） ▽8:35 武田鉄矢・今朝の三枚おろし（文化放送） |
| 9                                                | 9:00 ミュージックブランチ | 9:00 ミュージックブランチ | 9:00 ミュージックブランチ | 9:00 ミュージックブランチ | 9:00 ミュージックブランチ |
| 10                                               | 9:00 ミュージックブランチ | 9:00 ミュージックブランチ | 9:00 ミュージックブランチ | 9:00 ミュージックブランチ | 9:00 ミュージックブランチ |
| 10:55 YBCやまがた情熱市場                        | | | | | |
| 11                                               | 11:00 テレフォン人生相談（ニッポン放送） | 11:00 テレフォン人生相談（ニッポン放送） | 11:00 テレフォン人生相談（ニッポン放送） | 11:00 テレフォン人生相談（ニッポン放送） | 11:00 テレフォン人生相談（ニッポン放送） |
| 11                                               | 11:20 ドクターごとうの熱血訪問クリニック（マール） | | | | |
| 11                                               | 11:30 いいものテンミニッツ! | 11:30 工藤あやののあやラジ! | 11:30 林部智史の 「あいたいラジオ」 | 11:30 最上川司とSHUN.の さすけねえ～ラジオ! | 11:30 やまがたスポーツ 応援番組 CHEER!! |
| 11                                               | 11:40 お話の国 | 11:30 工藤あやののあやラジ! | 11:30 林部智史の 「あいたいラジオ」 | 11:30 最上川司とSHUN.の さすけねえ～ラジオ! | 11:30 やまがたスポーツ 応援番組 CHEER!! |
| 11                                               | 11:45 ザ・ミュージック | 11:30 工藤あやののあやラジ! | 11:30 林部智史の 「あいたいラジオ」 | | 11:30 やまがたスポーツ 応援番組 CHEER!! |
| 11                                               | 11:50 YBC交通情報 | | | | |
| 11                                               | 11:55 農業一口メモ | | | | |
| 12                                               | 12:00 YBCニュースライナー | 12:00 YBCニュースライナー | 12:00 YBCニュースライナー | 12:00 YBCニュースライナー | 12:00 YBCニュースライナー |
| 12                                               | 12:10 ウェザーインフォメーション | | | | |
| 12                                               | 12:15 今旬!いいもの百貨店 | 12:15 ラジオ扉 | 12:15 イマドキショッピング | 12:15 納得!お得!ラジオショッピング | 12:15 朗読のヒロバ（TBSラジオ） |
| 12                                               | 12:30 河村通夫の大自然まるかじりライフ（マール） | | | | |
| 12                                               | 12:40 ドクターアドバイスで きょうも元気（再放送） | | | | |
| 12                                               | 12:55 リラクシング ミュージック | | | | |
| 13                                               | 13:00 ゲツキンラジオ ぱんぱかぱーん ▽16:00 ダイハツドライビングミュージック | 13:00 ゲツキンラジオ ぱんぱかぱーん ▽16:00 ダイハツドライビングミュージック | 13:00 ゲツキンラジオ ぱんぱかぱーん ▽16:00 ダイハツドライビングミュージック | 13:00 ゲツキンラジオ ぱんぱかぱーん ▽16:00 ダイハツドライビングミュージック | 13:00 ゲツキンラジオ ぱんぱかぱーん ▽16:00 ダイハツドライビングミュージック |
| 14                                               | 13:00 ゲツキンラジオ ぱんぱかぱーん ▽16:00 ダイハツドライビングミュージック | 13:00 ゲツキンラジオ ぱんぱかぱーん ▽16:00 ダイハツドライビングミュージック | 13:00 ゲツキンラジオ ぱんぱかぱーん ▽16:00 ダイハツドライビングミュージック | 13:00 ゲツキンラジオ ぱんぱかぱーん ▽16:00 ダイハツドライビングミュージック | 13:00 ゲツキンラジオ ぱんぱかぱーん ▽16:00 ダイハツドライビングミュージック |
| 15                                               | 13:00 ゲツキンラジオ ぱんぱかぱーん ▽16:00 ダイハツドライビングミュージック | 13:00 ゲツキンラジオ ぱんぱかぱーん ▽16:00 ダイハツドライビングミュージック | 13:00 ゲツキンラジオ ぱんぱかぱーん ▽16:00 ダイハツドライビングミュージック | 13:00 ゲツキンラジオ ぱんぱかぱーん ▽16:00 ダイハツドライビングミュージック | 13:00 ゲツキンラジオ ぱんぱかぱーん ▽16:00 ダイハツドライビングミュージック |
| 16                                               | 13:00 ゲツキンラジオ ぱんぱかぱーん ▽16:00 ダイハツドライビングミュージック | 13:00 ゲツキンラジオ ぱんぱかぱーん ▽16:00 ダイハツドライビングミュージック | 13:00 ゲツキンラジオ ぱんぱかぱーん ▽16:00 ダイハツドライビングミュージック | 13:00 ゲツキンラジオ ぱんぱかぱーん ▽16:00 ダイハツドライビングミュージック | 13:00 ゲツキンラジオ ぱんぱかぱーん ▽16:00 ダイハツドライビングミュージック |
| 16:20 音楽☆とらのアナ （火曜会）                 | 16:20 白崎映美の ちょっと寄ていげRADIO＊GAGA | 16:20 朝倉さやの モウバンゲダドリャ! | 16:20 山口岩男の 方言RockNight⭐︎ | 16:20 テツandトモの なんでだラジオ! | |
| 16:50 あなたにハッピー・メロディ（ニッポン放送） | | | | | |
| 17                                               | 17:00 ニュース・パレード（文化放送） | 17:00 ニュース・パレード（文化放送） | 17:00 ニュース・パレード（文化放送） | 17:00 ニュース・パレード（文化放送） | 17:00 ニュース・パレード（文化放送） |
| 17                                               | 17:15 庄司紗千の夕暮れチョコレート | 17:15 庄司紗千の夕暮れチョコレート | 17:15 庄司紗千の夕暮れチョコレート | 17:15 庄司紗千の夕暮れチョコレート | 17:15 Endless Beauty |
| 17                                               | 17:30 ネットワークトゥデイ（TBSラジオ） | | | | |
| 17                                               | 17:46 ドライビング ナビ | | | | |
| 17                                               | 17:50 身近なことからSDGs | | | | |
| 18                                               | 18:00 YBCニュースライナー | 18:00 YBCニュースライナー | 18:00 YBCニュースライナー | 18:00 YBCニュースライナー | 18:00 YBCニュースライナー |
| 18                                               | 18:06 ウェザーインフォメーション | | | | |
| 18                                               | 18:10 オールディーズ・アンソロジー | 18:10 オールディーズ・アンソロジー | 18:10 ザ・ミュージック | 18:10 ザ・ミュージック | 18:10 ザ・ミュージック |
| 18                                               | 18:10 オールディーズ・アンソロジー | 18:10 オールディーズ・アンソロジー | 18:15 YBCエキサイトナイター | | |
| 18                                               | 18:30 イモトアヤコのすっぴんしゃん （TBSラジオ） | 18:30 サステバ（TBSラジオ） | | | |
| 19                                               | 19:00 荻上チキ・Session（TBSラジオ） | 19:00 荻上チキ・Session（TBSラジオ） | | | |
| 20                                               | 20:00 アフター6ジャンクション2（TBSラジオ） | 20:00 アフター6ジャンクション2（TBSラジオ） | | | |
| 21                                               | 21:00 真田ナオキの ミュージックフォトブック （ぎふチャン） | 21:00 長谷川玲奈のレナのツボ | 21:00 HOT SPICE | 21:00 Takahiroの プラス・ワン・ラブ | 21:00 はやしべさとし ～叙情歌を道連れに～ |
| 21                                               | 21:15 ももいろクローバーZ ももクロくらぶxoxo （ニッポン放送） | 21:15 問わず語りの神田伯山 （TBSラジオ） | 21:15 乃木坂46の「の」 （文化放送） | 21:00 Takahiroの プラス・ワン・ラブ | 21:15 Snow Manの素のまんま （文化放送） |
| 21                                               | 21:15 ももいろクローバーZ ももクロくらぶxoxo （ニッポン放送） | 21:15 問わず語りの神田伯山 （TBSラジオ） | 21:15 乃木坂46の「の」 （文化放送） | 21:30 山口勝平のモンキーラジオ! （栃木放送） | 21:15 Snow Manの素のまんま （文化放送） |
| 21                                               | 21:45 実力養成・中学生講座 | | | | |
| 22                                               | 22:00 オールナイトニッポン MUSIC10（ニッポン放送） | 22:00 オールナイトニッポン MUSIC10（ニッポン放送） | 22:00 オールナイトニッポン MUSIC10（ニッポン放送） | 22:00 オールナイトニッポン MUSIC10（ニッポン放送） | 22:00 オールナイトニッポンGOLD （ニッポン放送) |
| 23                                               | 22:00 オールナイトニッポン MUSIC10（ニッポン放送） | 22:00 オールナイトニッポン MUSIC10（ニッポン放送） | 22:00 オールナイトニッポン MUSIC10（ニッポン放送） | 22:00 オールナイトニッポン MUSIC10（ニッポン放送） | 22:00 オールナイトニッポンGOLD （ニッポン放送) |
| 0                                                | 0:00 レコメン!（文化放送） | 0:00 レコメン!（文化放送） | 0:00 レコメン!（文化放送） | 0:00 レコメン!（文化放送） | 0:00 嵐・相葉雅紀のレコメン! アラシリミックス （文化放送） |
| 1                                                | 1:00 山田裕貴の オールナイトニッポン （ニッポン放送） | 1:00 星野源の オールナイトニッポン （ニッポン放送） | 1:00 乃木坂46の オールナイトニッポン （ニッポン放送） | 1:00 ナインティナインの オールナイトニッポン （ニッポン放送） | 1:00 霜降り明星の オールナイトニッポン （ニッポン放送） |
| 2                                                | 1:00 山田裕貴の オールナイトニッポン （ニッポン放送） | 1:00 星野源の オールナイトニッポン （ニッポン放送） | 1:00 乃木坂46の オールナイトニッポン （ニッポン放送） | 1:00 ナインティナインの オールナイトニッポン （ニッポン放送） | 1:00 霜降り明星の オールナイトニッポン （ニッポン放送） |
| 3                                                | 3:00 キタニタツヤの オールナイトニッポン0(ZERO) （ニッポン放送） | 3:00 あのの オールナイトニッポン0(ZERO) （ニッポン放送） | 3:00 佐久間宣行の オールナイトニッポン0(ZERO) （ニッポン放送） | 3:00 マヂカルラブリーの オールナイトニッポン0(ZERO) （ニッポン放送） | 3:00 三四郎の オールナイトニッポン0(ZERO) （ニッポン放送） |
| 4                                                | 3:00 キタニタツヤの オールナイトニッポン0(ZERO) （ニッポン放送） | 3:00 あのの オールナイトニッポン0(ZERO) （ニッポン放送） | 3:00 佐久間宣行の オールナイトニッポン0(ZERO) （ニッポン放送） | 3:00 マヂカルラブリーの オールナイトニッポン0(ZERO) （ニッポン放送） | 3:00 三四郎の オールナイトニッポン0(ZERO) （ニッポン放送） |
| 4:30 上柳昌彦 あさぼらけ（ニッポン放送）         | | | | | 3:00 三四郎の オールナイトニッポン0(ZERO) （ニッポン放送） |

#### 週末
| 時 | 土曜日                                                                  | 日曜日                                                   |
| -- | ----------------------------------------------------------------------- | -------------------------------------------------------- |
| 5  | 5:00 週刊 なるほど!ニッポン（ニッポン放送）                             | 5:00 金沢明子の歌謡ナビゲーション                        |
| 5  | 5:10 心のともしび                                                       | 5:00 金沢明子の歌謡ナビゲーション                        |
| 5  | 5:15 健康知恵袋                                                         | 5:00 金沢明子の歌謡ナビゲーション                        |
| 5  | 5:30 田川寿美“一期一会”（スバルプランニング）（最終週）5:30 あなたとYBC | 5:30 レイジュの噂の歌謡曲                                |
| 5  | 5:45 まいどあり～。                                                     |                                                          |
| 6  | 6:00 土曜朝6時 木梨の会。（TBSラジオ）                                  | 6:00 ザ・ミュージック                                    |
| 6  | 6:00 土曜朝6時 木梨の会。（TBSラジオ）                                  | 6:05 解決!知っ得プレミアム                               |
| 6  | 6:00 土曜朝6時 木梨の会。（TBSラジオ）                                  | 6:20 おはよう!ニッポン全国消防団（ニッポン放送）         |
| 6  | 6:00 土曜朝6時 木梨の会。（TBSラジオ）                                  | 6:30 Buy Now                                             |
| 6  | 6:00 土曜朝6時 木梨の会。（TBSラジオ）                                  | 6:45 1万年堂出版の時間（静岡放送）                       |
| 7  | 7:00 由紀さおりのハッピーモーニング （かしわプロダクション）            | 7:00 三山ひろしの演歌の夜明け（高知放送）                |
| 7  | 7:00 由紀さおりのハッピーモーニング （かしわプロダクション）            | 7:15 イマドキショッピング                                |
| 7  | 7:00 由紀さおりのハッピーモーニング （かしわプロダクション）            | 7:25 おもいやりの心で いきいき健康ライフ（再放送）       |
| 7  | 7:30 歌謡喫茶・昭和（かしわプロダクション）                             | 7:31 ステーションブレイク                                |
| 7  | 7:30 歌謡喫茶・昭和（かしわプロダクション）                             | 7:35 耳より健康便り                                      |
| 7  | 7:30 歌謡喫茶・昭和（かしわプロダクション）                             | 7:50 松倉とし子 うたの花束                               |
| 8  | 8:00 話題のアンテナ 日本全国8時です（TBSラジオ）                        | 8:00 ONE-J（TBSラジオ）                                  |
| 8  | 8:15 中井川茂敏のInsight Sports!                                        | 8:00 ONE-J（TBSラジオ）                                  |
| 8  | 8:45 水森かおりの歌謡紀行（ラジオ大阪）                                 | 8:00 ONE-J（TBSラジオ）                                  |
| 9  | 9:00 村上信五くんと経済クン（文化放送）                                 | 8:00 ONE-J（TBSラジオ）                                  |
| 10 | 10:00 ドンキーのいいのぉー庄内!                                         | 10:00 YBCニュースライナー                                |
| 10 | 10:00 ドンキーのいいのぉー庄内!                                         | 10:05 Five S（栃木放送）                                 |
| 10 | 10:00 ドンキーのいいのぉー庄内!                                         | 10:30 昭和小僧〜勝手にタイムスリップラジオ〜             |
| 11 | 11:00 YBCニュースライナー                                               | 11:00 三宅裕司のサンデーヒットパラダイス（ニッポン放送） |
| 11 | 11:06 ウェザーインフォメーション                                        | 11:00 三宅裕司のサンデーヒットパラダイス（ニッポン放送） |
| 11 | 11:10 ALL REQUEST PROGRAM オーレオーレ!                                 | 11:00 三宅裕司のサンデーヒットパラダイス（ニッポン放送） |
| 12 | 12:00 YBCニュースライナー                                               | 12:00 YBCニュースライナー                                |
| 12 | 12:06 ウェザーインフォメーション                                        |                                                          |
| 12 | 12:10 福田こうへいのゆっくり行ぐべぇ〜（IBC岩手放送）                   |                                                          |
| 12 | 12:25 今旬!いいもの百貨店                                               |                                                          |
| 12 | 12:40 こころにサプリ～優しさをあなたから～                              |                                                          |
| 12 | 12:50 いいものテンミニッツ!                                             |                                                          |
| 13 | 13:00 グレープのもう魔酔わない（東海ラジオ放送）                        |                                                          |
| 14 | 14:00 サンドウィッチマン ザ・ラジオショーサタデー（ニッポン放送）       | 14:00 キャイ～ンのWANIWANIさせて（山梨放送）             |
| 14 | 14:00 サンドウィッチマン ザ・ラジオショーサタデー（ニッポン放送）       | 14:30 純烈・スーパー銭湯!!（かしわプロダクション）       |
| 14 | 14:45 リラクシング ミュージック                                         |                                                          |
| 15 | 15:00 じんちゃん・かおりのウィークエンドスクランブル                    | 15:00 松村邦洋のOH-!邦自慢（山口放送）                   |
| 15 | 15:00 じんちゃん・かおりのウィークエンドスクランブル                    | 15:30 さまぁ〜ずのさまラジ（ニッポン放送）               |
| 16 | 15:00 じんちゃん・かおりのウィークエンドスクランブル                    | 16:00 志の輔&雷鳥のなんでか?ニッポン（北日本放送）       |
| 16 | 15:00 じんちゃん・かおりのウィークエンドスクランブル                    | 16:30 We Love Music                                      |
| 17 | 17:00 録音風物誌（火曜会）                                              | 17:00 本坊元児のコンポストラジオ                         |
| 17 | 17:10 ザ・ミュージック                                                  | 17:00 本坊元児のコンポストラジオ                         |
| 17 | 17:15 Nisshoプレゼンツ 渡部絵美の住まいるハウス（TBSラジオ）            | 17:00 本坊元児のコンポストラジオ                         |
| 17 | 17:30 アーサー・ビナード ラジオぽこりぽこり（文化放送）                 |                                                          |
| 17 | 17:45 ウィークエンドネットワーク（TBSラジオ）                           |                                                          |
| 17 | 17:50 いいものテンミニッツ!                                             |                                                          |
| 18 | 18:00 YBCニュースライナー                                               | 18:00 YBCニュースライナー                                |
| 18 | 18:06 ウェザーインフォメーション                                        |                                                          |
| 18 | 18:10 博也とまどかの歌謡ロード                                          | 18:10 輝け!サンデー歌謡パラダイス                        |
| 18 | 18:40 羽山みずきのあなた便り                                            | 18:10 輝け!サンデー歌謡パラダイス                        |
| 19 | 19:00 ハライチのターン!（TBSラジオ）                                    | 19:00 今晩は 吉永小百合です（TBSラジオ）                 |
| 19 | 19:00 ハライチのターン!（TBSラジオ）                                    | 19:30 亀渕昭信のお宝POPS（火曜会）                       |
| 20 | 20:00 スタンド・バイ・見取り図（TBSラジオ）                             | 20:00 高見沢俊彦のロックばん（TBSラジオ）                |
| 20 | 20:00 スタンド・バイ・見取り図（TBSラジオ）                             | 20:30 ひなたまつり（新潟放送）                           |
| 21 | 21:00 藤田ニコルのニコニチ（TBSラジオ）                                 | 21:00 アルコ&ピース D.C.GARAGE（TBSラジオ）              |
| 21 | 21:30 ダイアンのTOKYO STYLE（TBSラジオ）                                | 21:00 アルコ&ピース D.C.GARAGE（TBSラジオ）              |
| 22 | 22:00 FUNKIST 染谷西郷・二人目のジャイアン MASA お喋りヤングダンディ    | 22:00 井上芳雄 by MYSELF（TBSラジオ）                    |
| 22 | 22:30 なにわ男子の初心ラジ!（ニッポン放送）                             | 22:30 re:にじぽり                                        |
| 23 | 22:30 なにわ男子の初心ラジ!（ニッポン放送）                             | 23:00 空気階段の踊り場（TBSラジオ）                      |
| 23 | 23:30 SixTONESのオールナイトニッポンサタデースペシャル（ニッポン放送）  | 23:00 空気階段の踊り場（TBSラジオ）                      |
| 0  | （0:00 - 4:00 放送休止）                                                |                                                          |
| 1  | （0:00 - 4:00 放送休止）                                                | 1:00 オードリーのオールナイトニッポン（ニッポン放送）    |
| 2  | （0:00 - 4:00 放送休止）                                                | 1:00 オードリーのオールナイトニッポン（ニッポン放送）    |
| 3  | （0:00 - 4:00 放送休止）                                                | 3:00 オールナイトニッポン0(ZERO)（ニッポン放送）         |
| 4  | 4:00 Music Palette♪（TBSラジオ）                                        | 4:00 にゅーとぴ♪（TBSラジオ）                            |

#### 随時放送
- YBCニュースライナー
- やまがたドライビング・エコ
  - 各ワイド番組内で放送。
- リラクシング ミュージック・ザ・ミュージック（ともにフィラーとして放送）
- YBCエキサイトナイター（水曜-金曜 18:15-21:00）※延長なし
  - モンテディオ山形ホームゲーム中継も不定期に行っている。

#### 特別番組
- 日清食品 笑アップステーション・お笑いカップ!（土曜12:00 - 12:45）※不定期、2013年度までは日曜日にO.A.
- 新語・流行語で世相斬り!
- 行くぞ局アナ

### 過去に放送した番組

#### 自社制作番組
以前は、テレビと共にローカルニュースは『山形新聞ニュース』、『YBCニュース』のタイトルが使われていたが、現在は『YBCニュースライナー』となっている。かつては、鶴岡局ではCM（月 - 日5枠、月 - 土2枠、月 - 金4枠）・放送内容の差し替え（高校入学者合格発表・教職員異動の発表）があった。
平日朝
- YBCさわやかジャーナル（1982年4月5日 - 1995年9月29日）
- 井原義光のさわやかジャーナル（1995年10月2日 - 2001年3月30日）
- 山ちゃんの朝らじお（2001年4月2日 - 2004年3月26日）

平日午前
- YBCリビングダイヤル

平日午後
- YBCドライブマップ（1972年11月6日 - 1978年3月31日）
- YBCハッピーロード（1978年4月3日 - 2008年3月28日）
- YBCイブニング・スコープ（2005年4月4日 - 2022年3月25日）

土曜日
- YBCさわやかジャーナル・フレッシュサタデー
- "人間って素晴らしい"芹川晴夫の土曜生生（いきいき）ランド〜5時間ですよ（1995年10月 - 2000年4月1日）
- 芹川晴夫の土曜の朝に（2000年4月8日 - 2007年3月31日）
- SATURDAY RADIO HEAVEN 土曜はいっしょに…。（2000年4月8日 - 2009年3月28日）
- 陣内倫洋の土曜モー!（2007年4月7日 - 2008年3月29日）
- ウィークエンドジャック2pm（1976年4月3日 - 1982年3月27日）
- 芹川晴夫の晴れ晴れワイド（1982年4月3日 - 1986年3月29日）
- はがちゃんのときめきサタデー（1986年4月5日 - 1989年12月30日）
- 土曜ジャンボ大作戦
- ジャズ・スポット
- 安藤勲の土曜は最高MAX!（2009年4月4日 - 2024年3月30日）

日曜日
- おはよう!サンデースコープ
- パワー全開!GO!GO!KIDS!増刊号（当時、日曜日の昼前に放送（オンエア期間失念））
- オール日産・日曜大作戦
- 日曜名物5時まではるお
- 赤湯日曜放送局
- 葵ひろ子のふるさと人こころ（日曜 22:00 - 22:30）

その他
- 朝の情報コーナー
- 証言・山形50年史
- やまがた戦没兵士の記録～昭和史PARTII
- 本多俊夫のマイフェイバリットジャズ
- やまがたダイヤル
- 農家の皆さんへ
- すてきなあなた
- YBCお天気ごよみ
- 朝の民謡
- ローカルのきょうもがんばっべ
- 日清出前公録シリーズ
  - 古今亭寿輔のスーパーからご機嫌伺い
  - 桂きん治（現: 桂扇生）のいいなっス山形
  - ケーシーの昼まで元気に生ラジオ
  - マギー審司の耳よりラジオ
  - サンドウィッチマンの太くいこう!
- YBCターミナルミュージック
- ナウボイジャー
- 野沢雅子の秘密の鍵穴（東京支社制作）
- YBCミュージック・スペシャル
- 我が町バンザイ（東北6県の民放ラジオ局独自制作の企画ネット番組）
- CALL HIGHSCHOOL STUDIUM（1992年11月 - 1996年9月）
- 門脇陸男の演歌でごきげん
- 強啓の出前民謡
- 山形日産ドライブメモ
- あぼんがぼん村
- 井原甲二のヒューマンネットワーク
- 古田住宅奉行のハウジング目安箱
- 演歌三兄弟の歌謡最前線!
- さかえ里美のホットな関係
- 下田健二のスーパー演歌
- Chao-Chao Aurex
- ふくふくくるくる
- TOMOO&AKEMIの夢ランド
- YBCニュースワイド・地球列島22時 → 地球列島7
- 美奈子のDREAM BOAT
- ミスターローカルのパリパリジョッキー
- ミスターローカルのんだんだジョッキー
- ミュージック症候群
- メモリー&メロディー
- Opa-Time
- 美恵子の夢風船
- Afternoon in jazz → jazz spot
- 花夢花夢（かむかむ）エブリバディ
- ZAO COMECOME PARADISE
- DONちゃんのラジオマガジン
- かわのめえりこの元気でDONDONスーパー7
- ルンルンエクスプレスのわくわくサンデー
- 秋山裕靖の快汗!ダイナマイト・サンデー → ダイナマイト・サタデー
- 上山競馬ニュース
- COKE TEEN'S CLUB 友栄のMUSIC HOT WAVE
- サンデーミュージックレター
- TOKYO・YAMAGATAサンデーエクスプレス
- オーヌマホテル・2人のfairy tale
- なつメロリクエスト・電話でこんばんは!（1996年10月11日 - 2007年3月26日）
- ママラジ（2006年4月1日 - 2008年3月30日）
- 木田俊之物語
- SAKIKO'S CAFE（2005年10月9日 - 2008年9月28日）
- なつかし 楽し 歌謡アワー
- Check it Radio!〜キモティーンズ〜（月曜 20:50 - 21:30）
- 中古車でGO!（土曜 10:50 - 11:00）
- Let'S方言（山形弁方言講座番組、土曜 17:10 - 17:20）
- あなたに逢いたい（「Let's方言」の後番組）
- 朝だ!元気だ!6時半!!
- ゲツキンOTODAMA
- OTODAMA
- 月曜音楽館
- 週刊この歌おぼえよう
- WAVES
- 公益ビタミンくらぶ
- この道・・（東北地方AM各局にもネット）
- ミッチーチェンの4時バケ!
- 三浦友加のあげあげみゅーじっく
- たずねてみちのく（東北地方AM各局にもネット）
- GO!GO!KIDS～子どもたちの未来へ～（2001年4月 - 2016年9月23日）
- トオルとさきの俺たちの明日へ
- 寅ちゃん・菜穂子・kiyoの笑っていいべず!
- サンデー歌謡パラダイス
- ロケット団三浦のらじCOOP
- モクぱん（木曜 11:45 - 11:50）
- やまがたアートステージ
- バクコメの他力HongGang!!
- ラジオで詰め将棋

## テレビ
日曜深夜含め通年24時間放送。ただし、演奏所・送信所等大規模修繕工事のため放送休止を行う場合あり。

### テレビネットワークの移り変わり
当初は日本テレビを中心としたフリーネットでの契約を締結、フジテレビ・日本教育テレビからも番組をネットすることとした。日本テレビを中心とした経緯については、公的に記録が残っていないが、日本テレビをキー局とすることで、「放送内容を豊富にするばかりでなく、スポンサー関係も非常に有利になる」ことを見込んでのことであった。北海道放送（HBC）とラジオで結びつきが強かったことから、社内ではHBCと同じラジオ東京テレビ（現・TBSテレビ）系列（JNN）に加盟するべきという意見もあったという。
- 1960年（昭和35年）4月1日 - テレビ放送開始。日本テレビ・ラジオ東京テレビ（現・TBSテレビ）・フジテレビ・NETテレビ（現・テレビ朝日）とクロスネットを組む。番組編成は日本テレビ系列主体で、ニュースは任意の局から選択するフリーネット体制であった。
- 1966年（昭和41年）
  - 4月1日 - この日発足のNNNに加盟。ニュースはNNNフルネットとなる。
  - 6月1日 - 地方民放局では初の全日放送を開始。
  - 10月1日 - カラー放送を開始。
- 1967年（昭和42年）6月 - 民間放送教育協会に加盟。
- 1970年（昭和45年）4月1日 - 山形テレビ（YTS）の開局によりフジテレビ系列の全番組が同局へ移行する。TBS系列・NETテレビ系列の番組の一部も移行。
- 1972年（昭和47年）6月14日 - この日発足のNNSに加盟。
- 1975年（昭和50年）3月31日 - 関西地区の腸捻転解消に伴い、朝日放送（ABC、現・朝日放送テレビ）制作の番組がTBS系列扱いからNETテレビ系列扱いに、毎日放送（MBS）制作の番組がNETテレビ系列扱いからTBS系列扱いにそれぞれ変更される。当時の山形県にはどちらのフルネット局もなかったため、引き続き編成に応じて山形テレビと共有した。
- 1979年（昭和54年）7月 - 全国朝日放送（テレビ朝日）とネットワーク業務協定調印[24]。これにより同年4月から6月末までに『ANNニュースライナー』、7月2日からは山形テレビからの移行で『ANNニュースセブン』のネットを開始[25]。
- 1980年（昭和55年）4月1日 - 山形テレビがANNを脱退しフジテレビ系単独ネット局となったため、テレビ朝日系列の大半の番組が移行される。同局に代わってANNに加盟した[10]ため、ニュースはNNN・ANNクロスネット局となる[注釈 13]。夜の時間帯で、テレビ朝日のネット時間が7時間30から、13時間に拡大。これにより、番組枠の関係で放送できなくなった日本テレビ系および、TBS系の一部番組は、1982年（昭和57年）4月まで、段階的に山形テレビへと移行している。
- 1981年（昭和56年）
  - 4月5日 - 日曜日の19:00 - 21:00の番組編成が、それまでの日本テレビ系同時ネット枠から、テレビ朝日系同時ネット枠に変更され、同時に22時台もテレビ朝日系の遅れネット枠へと変更された。
  - 10月4日 - 日曜日21時台に放送されていた日本テレビ系の時代劇ドラマ『桃太郎侍』が終了したため、その終了枠および、22時台をテレビ朝日系『日曜洋画劇場』の同時ネットへと切り替え。
- 1989年（平成元年）10月1日 - テレビユー山形（TUY）の開局により、TBS系列のほとんどの番組が同局に移行したが、遅れネットで放送されていた一部の番組（主に番販扱いのドラマ）は、同局の開局後も、翌1990年（平成2年）3月まで継続された。
- 1993年（平成5年）4月1日 - 山形テレビがフジテレビ系からテレビ朝日系フルネット局へネットチェンジしたため、ANNを脱退し、民教協制作分以外のテレビ朝日系列の全番組が山形テレビに移行。日本テレビ系列フルネット局となる（山形テレビへ移行した番組が復帰）。
  - フジテレビは山形放送が山形テレビのネットチェンジに協力したとみなしたことから、山形放送に対してもフジテレビ系列番組の番販を一部例外（仙台放送制作の東北電力提供ブロックネットの『新・サンデートーク』→『今、きらめいて』、権利切れ再放送番組など）を除き拒否した。そのため、山形放送は日本テレビ系列フルネット化からさくらんぼテレビジョン（SAY）開局前日の1997年（平成9年）3月31日までの4年間、フジテレビ系列局が所在しない地域の日本テレビ系列局では唯一、フジテレビや関西テレビ（KTV）が制作する番組を放送できなかった[注釈 14][注釈 15]。

#### 日テレ系フルネット局第1期末期のプライムタイムの番組編成（1979年6月）
出典：
無印=同時ネット、★印=時差ネット
|       | 月曜日                                | 火曜日                                | 水曜日                                | 木曜日                                    | 金曜日                                | 土曜日                  | 日曜日                        |
| 19:00 | TBS★ ぴったし カン・カン              | 日テレ シャープ・スターアクション!    | TBS★ カレー屋ケンちゃん               | 日テレ 驚異の世界・ノンフィクションアワー | 日テレ 歌まね振りまねスターに挑戦!!   | 日テレ 新巨人の星Ⅱ      | 日テレ ミュージック・ボンボン |
| 19:30 | 日テレ ほんものは誰だ!                | 日テレ それは秘密です!!               | 日テレ 特ダネ登場!?                   | 日テレ 木曜スペシャル                     | 日テレ カックラキン大放送!!           | 日テレ 土曜スペシャル   | 日テレ すばらしい世界旅行     |
| 20:00 | 日テレ NTV紅白歌のベストテン          | 日テレ 新五捕物帳                     | 日テレ ゆうひが丘の総理大臣           | 日テレ 木曜スペシャル                     | 日テレ 太陽にほえろ!                  | 日テレ 土曜スペシャル   | 日テレ 俺たちは天使だ!        |
| 21:00 | 日テレ かたぐるま                     | 日テレ 大都会 PARTIII                 | 日テレ 水曜ロードショー               | 日テレ そっとさよなら                     | 日テレ 欽ちゃんドラマ・Oh!階段家族!!  | 日テレ 熱中時代・刑事編 | 日テレ 桃太郎侍               |
| 22:00 | テレ朝★ 半七捕物帳                    | 日テレ 愛と死の絶唱                   | 日テレ 水曜ロードショー               | テレ朝★ 遥かな坂                          | TBS★ 江戸を斬るIV                     | テレ朝★ 土曜ワイド劇場  | 日テレ 知られざる世界         |
| 22:30 | テレ朝★ 半七捕物帳                    | 日テレ 愛と死の絶唱                   | 日テレ 水曜ロードショー               | テレ朝★ 遥かな坂                          | TBS★ 江戸を斬るIV                     | テレ朝★ 土曜ワイド劇場  | TBS★ 薔薇海峡                 |
| 23:00 | 日テレ NNNきょうの出来事 （ - 23:15） | 日テレ NNNきょうの出来事 （ - 23:15） | 日テレ NNNきょうの出来事 （ - 23:15） | 日テレ NNNきょうの出来事 （ - 23:15）     | 日テレ NNNきょうの出来事 （ - 23:15） | テレ朝★ 土曜ワイド劇場  | TBS★ 薔薇海峡                 |

- 土日の「NNNきょうの出来事」は23時30分から、「スポーツニュース」は23時40分から、それぞれ放送[27]。

#### 『ニュースステーション』開始前のプライムタイムの番組編成（1985年9月）
出典：
|       | 月曜日                         | 火曜日                   | 水曜日                           | 木曜日                      | 金曜日                      | 土曜日                    | 日曜日                           |
| 19:00 | テレ朝 コンポラキッド          | テレ朝★ ドラえもん       | MBS★ まんが日本昔ばなし          | テレ朝 クイズタイムショック | ABC★ 三枝の国盗りゲーム     | 日テレ ルパン三世 PARTIII | ABC 世界一周双六ゲーム           |
| 19:30 | 日テレ 大きなお世話だ!         | 日テレ それは秘密です!!  | 日テレ 歌のワイド90分!           | 日テレ 木曜スペシャル       | 日テレ カックラキン大放送!! | 日テレ 土曜スペシャル     | テレ朝 象印クイズ ヒントでピント |
| 20:00 | 日テレ ザ・トップテン          | 日テレ 長七郎江戸日記    | 日テレ 歌のワイド90分!           | 日テレ 木曜スペシャル       | 日テレ 太陽にほえろ!        | 日テレ 土曜スペシャル     | テレ朝 私鉄沿線97分署            |
| 21:00 | テレ朝★ 暴れん坊将軍Ⅱ          | テレ朝 ただいま絶好調!   | テレ朝 欽ちゃんのどこまでやるの! | ytv 木曜ゴールデンドラマ    | 日テレ 家族ジャングル       | 日テレ 気になるあいつ     | テレ朝 日曜洋画劇場              |
| 22:00 | テレ朝★ ワールドプロレスリング | テレ朝 パーティー野郎ぜ! | テレ朝 特捜最前線                | ytv 木曜ゴールデンドラマ    | TBS★ 水戸黄門               | テレ朝★ 土曜ワイド劇場    | テレ朝 日曜洋画劇場              |
| 23:00 | 日テレ NNNきょうの出来事       | 日テレ NNNきょうの出来事 | 日テレ NNNきょうの出来事         | 日テレ NNNきょうの出来事    | 日テレ TVムック・謎学の旅   | テレ朝★ 土曜ワイド劇場    | 日テレ★ 今夜は最高!              |
| 23:30 | 日テレ NNNきょうの出来事       | 日テレ NNNきょうの出来事 | 日テレ NNNきょうの出来事         | 日テレ NNNきょうの出来事    | 日テレ NNNきょうの出来事    | テレ朝★ 土曜ワイド劇場    | 日テレ NNNきょうの出来事         |

- 土曜日の「NNNきょうの出来事」は24時00分からの放送（1989年9月時点及び1993年3月時点も同様）[29]。

#### TUY開局前のプライムタイムの番組編成（1989年9月）
|       | 月曜日                     | 火曜日                     | 水曜日                                  | 木曜日                   | 金曜日                                    | 土曜日                                         | 日曜日                           |
| 19:00 | テレ朝 ビリ犬なんでも商会  | 日テレ 追跡                | 日テレ 追跡                             | 日テレ 追跡              | テレ朝★ エスパー魔美                      | 日テレ 土曜スーパースペシャル                  | ABC 地球は僕らの宝島             |
| 19:30 | 日テレ 美味しんぼ          | 日テレ クイズ!!体にいいTV  | 日テレ 夏休み別荘物語                   | 日テレ 木曜スペシャル    | 日テレ 面白スタジアム                     | 日テレ 土曜スーパースペシャル                  | テレ朝 象印クイズ ヒントでピント |
| 20:00 | 日テレ 歌のトップテン      | 日テレ 長七郎江戸日記      | 日テレ クイズ世界はSHOW by ショーバイ!! | 日テレ 木曜スペシャル    | 日テレ ハロー!グッバイ                    | 日テレ 土曜スーパースペシャル                  | テレ朝 ゴリラ・警視庁捜査第8班   |
| 21:00 | テレ朝★ 暴れん坊将軍III    | テレ朝★ 火曜スーパーワイド | テレ朝 はぐれ刑事純情派                 | ytv 木曜ゴールデンドラマ | TBS★ ナショナル劇場 （翔んでる!平賀源内） | 日テレ 土曜グランド劇場 （あの夏に抱かれたい） | テレ朝 日曜洋画劇場              |
| 22:00 | テレ朝★ クイズ地球の歩き方 | テレ朝★ 火曜スーパーワイド | テレ朝★ 名奉行 遠山の金さん             | ytv 木曜ゴールデンドラマ | テレ朝★ シリーズ・街                      | テレ朝★ 土曜ワイド劇場                         | テレ朝 日曜洋画劇場              |
| 23:00 | 日テレ NNNきょうの出来事   | 日テレ NNNきょうの出来事   | 日テレ NNNきょうの出来事                | 日テレ NNNきょうの出来事 | 日テレ TVムック・謎学の旅                 | テレ朝★ 土曜ワイド劇場                         | 日テレ★ 今夜は最高!              |
| 23:30 | 日テレ NNNきょうの出来事   | 日テレ NNNきょうの出来事   | 日テレ NNNきょうの出来事                | 日テレ NNNきょうの出来事 | 日テレ NNNきょうの出来事                  | テレ朝★ 土曜ワイド劇場                         | 日テレ NNNきょうの出来事         |

#### 日テレ・テレ朝クロスネット末期のプライムタイムの番組編成（1993年3月）
出典：
|       | 月曜日                           | 火曜日                        | 水曜日                                  | 木曜日                   | 金曜日                                   | 土曜日                                             | 日曜日                           |
| 19:00 | テレ朝 クレヨンしんちゃん        | 日テレ 追跡                   | 日テレ 追跡                             | 日テレ 追跡              | テレ朝★ 邦子と徹のあんたが主役           | 日テレ ぐるっと日本グルメ旅                        | ABC 巨泉の使えない英語           |
| 19:30 | ytv コボちゃん                   | 日テレ クイズ どんなMONだい?! | 日テレ どちら様も!!笑ってヨロシク       | 日テレ 木曜スペシャル    | 日テレ ハートにジャストミート            | 日テレ ぐるっと日本グルメ旅                        | テレ朝 象印クイズ ヒントでピント |
| 20:00 | 日テレ 世界まる見え!テレビ特捜部 | 日テレ 闇を斬る!大江戸犯科帳  | 日テレ クイズ世界はSHOW by ショーバイ!! | 日テレ 木曜スペシャル    | 日テレ はだかの刑事                      | 日テレ マジカル頭脳パワー!!                        | テレ朝 愛しの刑事                |
| 21:00 | テレ朝★ 将軍家光忍び旅           | ABC★ 平成ふしぎ探検隊         | テレ朝 さすらい刑事旅情編V              | ytv ドラマシティー'93    | ABC インディ・ジョーンズ/若き日の大冒険  | 日テレ 土曜グランド劇場 （ちょっと危ない園長さん） | テレ朝 日曜洋画劇場              |
| 22:00 | テレ朝★ いちご白書               | ABC★ ホテルドクター           | テレ朝★ 名奉行 遠山の金さん             | ytv ドラマシティー'93    | テレ朝★ 七人の女弁護士                   | テレ朝★ 土曜ワイド劇場                             | テレ朝 日曜洋画劇場              |
| 23:00 | 日テレ NNNきょうの出来事         | 日テレ NNNきょうの出来事      | 日テレ NNNきょうの出来事                | 日テレ NNNきょうの出来事 | 日テレ NNNきょうの出来事 （～23:25）     | テレ朝★ 土曜ワイド劇場                             | 日テレ★ 夜も一生けんめい。       |
| 23:30 | 日テレ NNNきょうの出来事         | 日テレ NNNきょうの出来事      | 日テレ NNNきょうの出来事                | 日テレ NNNきょうの出来事 | 日テレ ウンナン世界征服宣言 （23:25 - ） | テレ朝★ 土曜ワイド劇場                             | 日テレ NNNきょうの出来事         |

#### 備考
- 年末年始の場合は、通常編成において同時ネット・時差ネット双方でTBS・テレ朝両系列の番組を放送していた枠でも、『年末時代劇スペシャル』など、日テレ系の番組を同時ネットしたことがあった。
  - 1986年12月30日（火曜日）・31日（水曜日）に放送された同シリーズ第2弾『白虎隊』、翌1987年12月30日（水曜日）・31日（木曜日）に放送された同シリーズ第3弾『田原坂』の2作品は、ともに30日放送の前編は31日午後のローカル枠で放送され、同じく31日放送の後編は同時ネットで放送された[注釈 16]。
  - 1988年12月30日（金曜日）・31日（土曜日）に放送された同シリーズ第4弾『五稜郭』は、30日の前編、31日の後編とも、別番組への差し替えなしにキー局同時ネットで放送された[注釈 17]。
  - 1989年12月30日（土曜日）・31日（日曜日）に放送された同シリーズ第5弾『奇兵隊』は、第一部の放送された30日の21時台は単発番組で穴埋めし、22時から通常同様に『土曜ワイド劇場』を編成したため、第一部は31日の15時からの遅れネットとなったが、31日の19時台のテレ朝系同時ネット枠を30分の単発番組2本[注釈 18]に差し替えたうえで、20時から日テレ系フルネット局と同時ネットで第二部を放送した[注釈 19][注釈 20]。
  - 1990年12月30日（日曜日）・31日（月曜日）に放送された同シリーズ第6弾『勝海舟』は、第一部の放送された30日は通常編成でテレ朝系同時ネット枠だったため、翌31日の15:05 - 17:55に放送され、同じく31日に放送の第二部は同時ネットで放送された。
- これ以外でも、1989年4月15日（土曜日）は日本テレビ系で放送された「第3回ワールドカップマラソン女子」中継の同時ネットを行った関係で、土曜ワイド劇場の放送時間を移動する措置を採った。なお、翌16日（日曜日）の「マラソン男子」は通常編成を行ったためネットせず、23時からYBCにて放送の『今夜は最高!』の放送枠は、単発扱いで『うわさのテレビ大図鑑』を放送した[31]。

### テレビチャンネル
親局

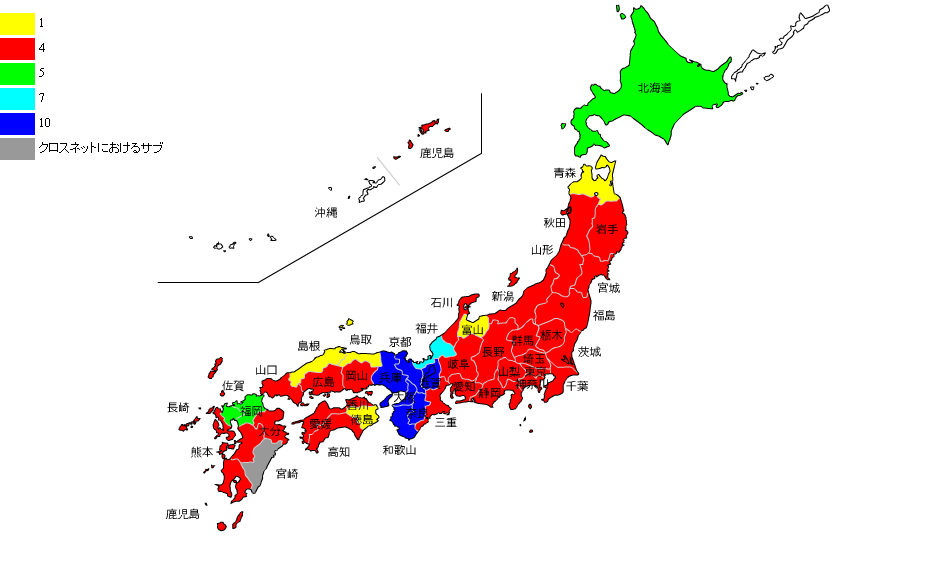
日本テレビ系列のリモコンキーID地図

- 山形（西蔵王テレビ・FM放送所、山形市神尾） リモコンキーID:4 JOEF-DTV（デジタルテレビの送信所は山形テレビと共同使用）
  - 送信柱 45m四角鉄塔（山形テレビアナログ、デジタルと共有）アンテナ部も含めた高さ約55m
  - 送信空中線 4L6段3面でYBCデジタル、YTSアナログ、デジタルの3波共有。
  - 放送機形式 DTU-50/1R0S (NEC) 2台形式、電力増幅部は300Wユニットを並列。冷却は空冷（室内循環ファン式）
  - STL 西蔵王向けのパラボラアンテナは3m、出力500mW (NEC)、新庄杢蔵山向けパラボラアンテナ4m、出力1,000 mW (NEC)
  - 物理チャンネル 16ch
  - 出力 1 kW (ERP 21 kW)
  - 送信所局舎 山形テレビと協力して建設。2階建て1F自家発電や電源室ほか、2F送信機ほか設置、屋上にはマイクロ回線用四角（長方形）鉄塔。自家発電は200kVA（ヤンマー）

中継局（チャンネル順）
　山形県の民放で唯一、NHK山形放送局と同数の中継局を持っている。
【村山地方】
- 山形山寺 16ch
- 山形東沢 16ch
- 蔵王温泉 16ch
- 尾花沢牛房野 16ch
- 尾花沢銀山 19ch
- 東山形 29ch
- 東天童 31ch
- 尾花沢 37ch
- 山辺簗沢 37ch
- 東根関山 41ch
- 朝日町 43ch

【置賜地方】
- 高畠　21ch
- 米沢舘山 26ch
- 高畠時沢 29ch
- 長井（白鷹） 31ch
- 小国 31ch
- 白鷹下山 31ch
- 白鷹佐野原 31ch
- 米沢（天元台高原） 32ch
- 白鷹黒鴨 43ch
- 飯豊 44ch
- 飯豊中津川 49ch

【最上地方】
- 新庄（杢蔵山） 19ch
- 羽前金山 19ch
- 真室川高坂 35ch
- 戸沢 38ch
- 最上前森 43ch

【庄内地方】
- 鶴岡（高館山） 16ch
- 温海 16ch
- 鶴岡三瀬 43ch
- 朝日東岩本 43ch

#### アナログ放送概要
2011年7月24日終了時点
親局
- 山形 10ch JOEF-TV 3 kW

中継局（チャンネル順）
【村山地方】
- 東天童 33ch
- 東根関山 42ch
- 東山形 42ch
- 尾花沢 43ch
- 山形山寺 43ch
- 山形小白川 43ch（垂直偏波）
- 蔵王温泉 45ch
- 山形東沢 53ch
- 尾花沢銀山 53ch
- 西川大井沢 54ch
- 山辺簗沢 54ch
- 天童（舞鶴山） 55ch
- 朝日町 55ch
- 尾花沢牛房野 57ch
- 山形関沢 62ch

【置賜地方】
- 眺山 1ch（垂直偏波）
- 小国 11ch
- 白鷹 21ch
- 高畠時沢 42ch
- 米沢小野川 42ch
- 羽前吉野 43ch
- 白鷹下山 43ch
- 白鷹佐野原 44ch
- 高畠 45ch
- 飯豊中津川 45ch
- 米沢（笹野山） 54ch（米沢デジタル局は天元台高原に設置）
- 飯豊 55ch
- 米沢舘山 57ch
- 米沢大沢 57ch
- 白鷹黒鴨 59ch

【最上地方】
- 真室川及位（のぞき） 1ch
- 新庄（杢蔵山） 11ch（垂直偏波）
- 羽前金山 43ch
- 真室川高坂 50ch
- 戸沢 50ch
- 鮭川 51ch
- 最上前森 53ch
- 鮭川中渡 56ch

【庄内地方】
- 鶴岡（高館山） 1ch JOEL-TV 1 kW
- 朝日本郷 10ch
- 朝日田沢 11ch
- 温海 44ch
- 温海鼠ヶ関 55ch

庄内地方でのテレビ放送を始めるにあたり、山形西蔵王親局から鶴岡高館山送信所への映像伝送がテレビ放送開始時に大きな問題となった。内陸（村山地方）と庄内地方の間には2,000m級の出羽山地が横たわり、放送波による最短距離での映像伝送が困難だったからである。当時は、このような場合電電公社のマイクロ回線を常時借りるか、マイクロの自営回線を構築することが常道であったが、多額の費用が必要とされるため、山形放送では、山形親局と鶴岡送信所を両方見通せる新庄市にある標高1,000mの杢蔵山山頂に中継所を設置し、山形の電波を新庄で受信し、さらに、それを鶴岡で受信する間接伝送の方法をとった。なお、NHKは当時山形放送局とは別に鶴岡放送局があった。
これが全国の放送局の注目を浴び、他県でも同様の方法 がとられるようになった。新庄杢蔵山中継所の建設に当たっては、当時の服部敬雄社長が自衛隊に対して出動要請を行い、多賀城駐屯地の施設部隊が登山道すらない高山の山頂までの車道を突貫工事で開削し、九州の部隊に配置されていた当時日本最大の大型ヘリコプターで機材の搬入を行ったという。村山地方⇔庄内地方の電波送受信における「杢蔵山経由」は、その後開局したテレビ局だけでなく、公共防災無線などでも活用されている。YBCラジオも、演奏所から新庄ラジオ中継局や鶴岡ラジオ中継局への音声伝送を杢蔵山経由で行っている。
省力化を図るため、全送信所の無人化・リモートコントロール化を日本で初めて実現した放送局は山形放送である。
2005年（平成17年）12月1日に、NHK山形放送局・テレビユー山形とともに地上デジタル放送の本放送を開始した。

### 自社制作番組

#### 報道
- やまがた東西南北（月曜 - 金曜 11:25 - 11:30）
- YBCストレイトニュース（月 - 金・日曜 11:38 - 11:45、土曜 11:31 - 11:40）
- YBC news every.（月曜 - 金曜 18:15 - 19:00）、YBC news every.サタデー（土曜 17:20 - 17:30）、YBCニュース・サンデー（日曜 17:10 - 17:15）
  - 夕方のローカルニュース。月曜 - 木曜は30年前を振り返る「思い出グラフィティ」を放送。
- YBCニューススポット（火曜 - 金曜 19:54 - 20:00）

#### 情報番組
- ピヨ卵ワイド（月曜 - 金曜 16:50 - 17:53）
- ぷにゅいん（土曜 9:55 - 10:25）
  - 特命!ともえ課長の日曜出勤→課長まつこのおいしい日曜日→得報!週刊あいそ屋。→カオログに続く週末の情報番組。
- やまがたZIP!（第3土曜 9:40 - 9:55）

#### その他
- ワクワク!やまが旅（土曜 9:25 - 9:40、テレ玉との共同制作）※BSよしもとにもネット。

- ハウジング・ロード（日曜 11:45 - 12:00）
- ぷにゅ★ギャザ（不定期放送）

#### 広報番組
- やまがたサンデー5（日曜 17:15 - 17:30、再放送: 木曜 1:24 - 1:39（水曜深夜）、土曜 5:15 - 5:30）
- やまがた市政の目（第2土曜 9:40 - 9:55）
- はばたくまちつるおか（第4土曜 9:40 - 9:55）

#### 番宣番組
- ぷにゅん！（不定期放送）

#### 自己批評番組
- あなたとYBC（テレビ版）（最終日曜 4:50 - 5:00）

#### 日本テレビ系列時差ネット番組
- オードリーさん、ぜひ会ってほしい人がいるんです。（水曜 0:54 - 1:24（火曜深夜）、中京テレビ制作）
- 浜ちゃんが!（木曜 0:54 - 1:24（水曜深夜）、読売テレビ制作）
- 1×8いこうよ!（金曜 0:54 - 1:24（木曜深夜）、札幌テレビ制作）
- それいけ!アンパンマン（金曜 16:20 - 16:50）[注釈 23]
- 24時間テレビチャリティー・リポート（土曜 5:10 - 5:15）

#### テレビ東京系列
- ソレダメ!〜あなたの常識は非常識!?〜（日曜 12:00 - 12:55）
- YOUは何しに日本へ?（日曜 13:00 - 13:55）
- ローカル路線バス乗り継ぎ対決旅（不定期放送）

#### その他
- いろはに千鳥（火曜 0:54 - 1:24（月曜深夜）、テレ玉制作）
- 日本のチカラ（日曜 6:30 - 7:00、民教協番組）
- 全東北民謡選手権大会（制作は東北民放テレビ六社会持ち回り）

### 過去に放送した番組

#### 自社制作番組
YBCがNNNとANNのクロスネットだった時期、現在の『YBCストレイトニュース』の枠はNNN昼のニュースに続く形で『山形新聞ニュース』が約5分間放送され、その後ANNニュースライナーが放送されていた。
1983年に放映された『HELLO!マイホーム』（のちに『ハロー!!マイホーム』へ改題）という住宅情報番組（現在の『ハウジング・ロード』にあたる枠）では、YBCラジオで4月 - 9月の期間に放送の綜合放送制作番組『いきいき歌謡ダイアリー』でも使われているポール・モーリア音楽の「雲に想いを」が当時使われていた。
- ミュージックサロン

放送開始直後の朝一番の番組であったが、クラシック音楽に旧式テストパターンの映像（中央に鹿のイラストが添えられ、左上に「山形10・隺岡（鶴岡）1」右下に「YBC山形放送」と書かれているもの）が放送され、実質フィラー的なものだった。これが終わると、山形県の歌「最上川」の合唱であった。
- YBCニューススコープ
- YBCです奥さんと30分
- YBC奥さまスタジオ
- YBCあなたのチャンネル
- 土曜ワイドやまがた
- YBC6時です
  - YBCワイド60
- YBCジュニア放送局 君にVキュン
- YBCニュースToday→YBC6:00きょうのニュース→YBCライブオンネットワーク→YBCきょうのニュース→YBCニュースプラス1→YBC Newsリアルタイム
- 朝6時!YBCニュース→YBCジパングあさ6
- 朝6時!ウィークエンドYBC
  - YBC朝のニュース（『朝6時!YBCニュース』の週末（土・日）版）
- YBCニュースダッシュ
  - YBC昼のニュース※11時にスタートし、番組内に社説放送・NNN昼のニュース・ANNニュースライナーのすべてを包含した時期もある。
- YBC金曜アップ
- YBC土曜スペシャル（基本的には自社制作がほとんどであるが、稀にこの枠でテレビ朝日やTBS系列の遅れネットの単発番組も放送された）
- YBCウィークエンド60
- YBCウィークエンドジョッキー
- 親子うた合戦
- 仲良しスタジオ→なかよしクイズショー
- さくらんぼ広場
- YBCうわさのテレビ（番組案内）
- YBCナウナウ情報
- 十字屋サンデーショッピングバザール（十字屋テレビショッピングの前身番組）
- 十字屋テレビショッピング（YTS版とは別物）
- 大沼デパート お茶の間ショッピング
- 山形松坂屋 ウィークエンドショッピング
- 新築さん、こんにちは!
- 我ら銀婚夫婦
- HELLO!マイホーム→ハロー!!マイホーム
- 日産サニー山形さわやか情報
- テレビ県民室（県政番組）
- おはよう9時です（同）
- ふるさと散歩（同）
- 山形新聞ニュース（ローカルニュースは長らくこのタイトルを使用していた）
- 山形新聞日曜夕刊→YBC日曜夕刊（全国ニュースの「NNN日曜夕刊」の後に放送）
- 飛び出せ!民謡会→それゆけ!民謡歌合戦
- たいき君のスポーツ情報
- ハローユアカンパニー
- グルメやまがた〜E店E味〜
- 私の街さかた（YTSと隔年交代で放送・酒田市の広報番組）
- 山響ミニコンサート
- ジョイ歌謡プラザ
- みっちゃん・ジョリのGO!GO!KIDS!TV!（「パワー全開!GO!GO!KIDS!」のテレビ版。2006年9月放送終了）
- いつもありがとう
- ぷち★ブレイク
- 昭和のやまがた〜ふる里のあの時〜
- 酒の肴つくってみーよ
- やまがた発!旅の見聞録（テレ玉との共同制作）
- おうちでごはん つくってみーよ
- KOEKI PERSON〜公益なヒト〜
- 情報玉手箱
- やまがた社寺巡礼
- YBC社説放送

#### ネット番組（日本テレビ系は除く）

##### TBS系
※MBS製作番組は腸捻転解消後も毎日新聞の資本の関係でYTSに残る番組が数本あり
TUY開局まで【 - 1989年9月】。※は、原則的にTUYへ。
- キッチンパトロール※
- ビジネスズームアップ※
- 料理天国（同時ネット）※
- ヤング720（1968年4月 - 最終回まで）
- 愛の劇場（途中から同時）※
- ポーラテレビ小説（8時10分から、1984年3月打ち切り）
- ナショナル劇場※（当初は金曜22時[注釈 24] から、1985年10月からTUY開局までは金曜21時から時差放映）
  - 水戸黄門
  - 大岡越前
  - 江戸を斬る 他
- 東芝日曜劇場（日曜16時から時差ネット、中断時期あり）※
- 時事放談→日曜放談（同時ネット）※
- 兼高かおる世界の旅※
- ロッテ 歌のアルバム（同時ネット）
- ペア対抗クイズ合戦
- スター爆笑座
- オーケストラがやって来た（日曜14:30枠時代は同時ネット。山形県での収録時はYBCと共同制作）
- 日曜☆特バン（YBC土曜スペシャルで不定期放送）
- ウルトラシリーズ（『ウルトラQ』から『ウルトラセブン』までは1970年の再放送枠で放送[32]。『帰ってきたウルトラマン』から『ウルトラマンレオ』は金曜の時差ネットで放送[33]。平成シリーズは※）
- 仮面ライダーシリーズ（毎日放送制作、腸捻転時代から放送。平成・令和シリーズはYTSで放送）
- 皇室アルバム（毎日放送制作、腸捻転時代から放送）※
- 世界の結婚式（1982年3月で打ち切り）
- キックボクシング
- クイズ100人に聞きました（一時期のみで途中（38分に変更から）打ち切り、1989年のTUY開局からネット再開）
- セキスイハウス ファミリーアワー ゆかいな音楽会（遅れネット、JNN系列外では唯一のスポンサードネット番組。金曜17:30に放映）
- 3年B組金八先生（第3シリーズまで、第4シリーズから※）
- ケンちゃんシリーズ
- TBS木曜8時枠の連続ドラマ（日曜午後に放送）
- SFドラマ 猿の軍団（本放送終了後に放送[34]）
- ザ・ガードマン
- シークレット部隊
- キイハンター
- Gメン'75（平日16時）
- 走れ!ケー100
- 七人の刑事
- 不良少女とよばれて
- スチュワーデス物語（1985年に放送[35]）
- 金曜日の妻たちへ
- 男女7人夏物語
- 胸キュン探偵団
- 遊びじゃないのよ、この恋は
- 親子ウォーズ
- ドラマ23（一部作品は未放送）
- 飛べ!孫悟空→ザ・チャンス!（日曜 12:15 - 12:45に遅れネット。秋田放送、北日本放送も同時刻に放送）
- ぴったしカン・カン（月曜 19:00 - 19:30に遅れネット。途中（38分に変更から）打ち切り。リニューアル版のぴったんこカン・カンは※）
- ただいま恋愛中（朝日放送制作・腸捻転時代 - 解消後初期の番組。解消後はNET系番組となる）
- てなもんや三度笠（同上・腸捻転時代）
- 海のトリトン（同上・腸捻転時代）
- がっちり買いまショウ（腸捻転時代から放送）→伸介のグリコがっちりショッピング（毎日放送制作）
- MBS制作13時半枠の帯ドラマ「妻そして女シリーズ」（YTSから移行、1980年 - 1985年まで時差ネット）
- ブラザー劇場 -  コメットさんから最終作のコメットさん（第2作）まで、水曜 17:30 - 18:00に放送。
- ブラザーファミリーアワー
  - 人生ゲームハイ&ロー→クイズ天国と地獄（途中で打ち切り）
- 不二家の時間 - オバケのQ太郎（第1作）の1966年4月からパーマン（第1作）の1968年3月までは同時ネット。パーマンの1968年4月以降は時差ネットになり、美しきチャレンジャーから新諸国物語 笛吹童子までは、火曜 18:00 - 18:30に放送された。
- 東洋チャンピオンスカウト
- キックの鬼[36]
- ミームいろいろ夢の旅
- まんが日本昔ばなし（毎日放送制作）
- まんがはじめて物語
- 星の子チョビン[37]
- わんぱく大昔クムクム（毎日放送制作）[38]
- まんが世界昔ばなし[39]
- 超獣機神ダンクーガ[40]

##### フジテレビ系
YTS開局前【 - 1970年4月】。※のあるものは、過去にYTSで放映され、YTSがネットチェンジしてからSAY開局までの間に再放送という形で放送。
- ズバリ!当てましょう（YTS開局後も1971年3月まで放送）
- スター千一夜
- テレビ結婚式−ここに幸あれ
- 銭形平次
- 三匹の侍
- キンカン素人民謡名人戦
- 赤白パネルマッチ
- 新春スターかくし芸大会（1969年のみ放映）
- ライオン奥様劇場
- ハリスの旋風
- 忍者部隊月光
- 鉄腕アトム（モノクロ版）
- 鉄人28号（モノクロ版）
- 忍風カムイ外伝
- W3→マグマ大使
- ドラゴンクエスト※
- ゲゲゲの鬼太郎
  - 第1作＝YTS開局前に放映
  - 第3作＝※、その後SAYでも改めて放映
- ひみつのアッコちゃん（第2作）※

YTSのネットチェンジによるフジ系空白期【1993年4月 - 1997年3月】に放送されたフジテレビ系番組。
- 仙台放送制作東北電力提供ブロックネット番組
  - 新・サンデートーク
  - 今、きらめいて

##### テレビ朝日系
1993年4月のYTSのネットチェンジまで。※は、原則的にYTSへ。▲印はFNN・ANNクロス時代のYTSから移行された番組
- 野生の王国（毎日放送制作・腸捻転時代。腸捻転解消時にYTSへ移行）→お笑い他流試合
- ANNニュースセブン▲
- ANNニュースフレッシュ※
- ANNニュースライナー※
- あまから問答※
- 日曜洋画劇場▲※
- モーニングショー※（最後の2回のみYTSで放送）
- テレビ朝日平日正午枠（1970年ネット開始）
  - アフタヌーンショー→なうNOWスタジオ→新アフタヌーンショー→布施明のグッDAY→欽ちゃんのどこまで笑うの?!→お昼のマイテレビ→ホットライン110番→森田健作の熱血テレビ→女38歳気になるテレビ→お昼の独占!女の60分→人間探検!もっと知りたい!!※（最後の2回のみYTSで放送）
- ウィークエンドモーニングショー→八木治郎ショー（毎日放送制作。腸捻転時代のみ）
- 新婚さんいらっしゃい!（朝日放送 (ABC) 制作。青森放送、福井放送、山口放送、四国放送、高知放送と同時刻に放送）※
- 必殺シリーズ（ABC制作・TBS系時代から。1985年10月から同時ネット、新シリーズは※）
  - 必殺仕掛人→必殺仕置人→助け人走る→暗闇仕留人→必殺必中仕事屋稼業→必殺仕置屋稼業→必殺仕業人→必殺からくり人→必殺からくり人・血風編→新・必殺仕置人→新・必殺からくり人・東海道五十三次殺し旅→江戸プロフェッショナル・必殺商売人→必殺からくり人・富嶽百景殺し旅→翔べ! 必殺うらごろし→必殺仕事人→必殺仕舞人→新・必殺仕事人→新・必殺仕舞人→必殺仕事人III→必殺渡し人→必殺仕事人IV→必殺仕切人→必殺仕事人V→必殺橋掛人→必殺仕事人V・激闘編→必殺まっしぐら!→必殺仕事人V・旋風編→必殺仕事人V・風雲竜虎編→必殺剣劇人→必殺仕事人・激突!
- ABCテレビ制作土曜朝のワイドショー（ABC制作）
  - おはようワイド・土曜の朝に→土曜だエブリバディ!→桂三枝のにゅーすコロンブス→海江田万里のパワフルサタデー（ABC制作）
- パネルクイズ アタック25（ABC制作。現在はBSJapanextで『パネルクイズ アタック25 Next』を放送中）※
- ドラえもん（第2作、1979年） ※（YBCでは第1作（1973年）も放送していた）
- 月曜19時台前半枠
  - 魔法使いサリー（第1作）→ひみつのアッコちゃん（第1作）→魔法のマコちゃん
  - 魔法使いチャッピー
  - 魔女っ子メグちゃん
  - あさりちゃん
  - 魔法使いサリー（第2作）→クイズいたずら大王!→痛快!いたずらジャジャンボ→クレヨンしんちゃん※（同時ネット）
- 土曜ワイド劇場※（1時間遅れの土曜22:00 - 23:54に遅れネット。青森放送（1991年9月まで）、秋田放送（1992年9月まで）、福島中央テレビ（1981年9月まで）、鹿児島テレビ（1982年9月まで）と同時刻に放送）
- 火曜ミステリー劇場
- ミュージックステーション※（1987年10月 - 1988年9月、1989年4月 - 1993年3月）
- クイズタイムショック▲（ただし、生島時代〔1989年10月 - 1990年3月〕は放送なし。「…21」以降は※）
- 三枝の国盗りゲーム▲
- ABC制作日曜19時前半枠（1981年4月から同時ネット）
  - クロスワードクイズ・Theエイリアン→ヒラメキ大作戦→それゆけ!レッドビッキーズ（テレビ朝日制作時代から放送）→三角ゲーム・ピタゴラス→世界一周双六ゲーム→地球大好き!大冒険!→地球は僕らの宝島→地球キャッチミー→巨泉の使えない英語※
- 象印マホービン一社提供枠（日曜19時後半枠、1981年4月から同時ネット）
  - 象印歌のタイトルマッチ→象印スターものまね大合戦→象印ヒット作戦 1!2!3!→象印ライバル対抗大合戦!→象印クイズ ヒントでピント※
- 日曜20時枠（1981年4月から同時ネット）
  - 西部警察シリーズ（PART-III山形ロケでは制作協力。「…2004」は※）→私鉄沿線97分署→どうぶつ通り夢ランド→痛快!婦警候補生やるっきゃないモン!→制作2部青春ドラマ班→ニュータウン仮分署→クイズMONOものがたり→シリーズ・男の決断→ゴリラ・警視庁捜査第8班→ザ・刑事→代表取締役刑事→ララバイ刑事'91・'92（'93は※）→真夏の刑事→愛しの刑事
- 何かとワイド面白地球→あっぱれ外人 DONピシャリ!!→ビートたけしのスポーツ大将（火曜20時枠・月曜か火曜の夜に時差放送）[注釈 25]
- ABC制作金曜21時枠（1989年10月から同時ネット）
  - 素敵にドキュメント（1989年10月から）→金曜ファミリープレゼント→インディ・ジョーンズ/若き日の大冒険
- 熱闘甲子園※（ABC制作）
- 欽ちゃんのどこまでやるの!▲
- ビデオあなたが主役→邦子と徹のあんたが主役※
- ワールドプロレスリング（元々山形では▲→1985年4月よりYBCに移行→後に※）
- ラブアタック!（ABC制作。1978年4月から1年間放送、ネット打ち切り後はYTSに移行）
- プロポーズ大作戦▲→パーティー野郎ぜ!（ABC制作）
- ザ・ベストヒット'83
- ベストヒットUSA（現在はBS朝日で放送中）
- 鬼平犯科帳（テレ朝版第4シリーズ - 第6シリーズは同時ネット）
- 大忠臣蔵
- 荒野の素浪人
- 破れ傘刀舟悪人狩り
- 旅がらすくれないお仙
- 遠山の金さん捕物帳
- 賞金稼ぎ
- 狼・無頼控（毎日放送制作・腸捻転時代）
- 特捜最前線▲（「特捜最前線2013」(テレビ朝日開局55年記念版)は※）
- 大都会25時
- はぐれ刑事純情派※
- さすらい刑事旅情編※
- 名奉行 遠山の金さん※
- 暴れん坊将軍▲※
- ポーラ名作劇場
- 月曜ドラマ・イン※（2時間遅れの月曜22:00 - 22:54に遅れネット）
  - 柴門ふみセレクション→いちご白書
- 若原瞳のラブリー10+5（北見恭子の出演回のみ）
- 大相撲ダイジェスト（平成元年春場所をもって打ち切り）※
- タモリ倶楽部 ※ - 火曜深夜0時55分、1993年3月23日まで[41]。
- ピッカピカ音楽館
- 世界あの店この店
- 石坂浩二の世界うらもおもても（ABC制作）
- 和田アキ子アワー
- 平成ふしぎ探検隊（ABC制作）
- 火曜スーパーワイド
- 水曜スペシャル→新水曜スペシャル→水曜スーパーテレビ→水曜スーパーキャスト→水曜特バン!（YBC土曜スペシャルで不定期放送）
  - ドリフと女優の爆笑劇場
- 東京国際女子マラソン※
- 福岡国際マラソン（九州朝日放送と共同制作、1992年のみ）※
- プロ野球ナイター中継（日曜日のみ）※
- スーパー戦隊シリーズ▲※
  - バトルフィーバーJ→電子戦隊デンジマン→太陽戦隊サンバルカン→大戦隊ゴーグルファイブ→科学戦隊ダイナマン→超電子バイオマン→電撃戦隊チェンジマン→超新星フラッシュマン→光戦隊マスクマン→超獣戦隊ライブマン→高速戦隊ターボレンジャー→地球戦隊ファイブマン→鳥人戦隊ジェットマン→恐竜戦隊ジュウレンジャー
- メタルヒーローシリーズ
  - 宇宙刑事ギャバン→宇宙刑事シャリバン→宇宙刑事シャイダー→巨獣特捜ジャスピオン→時空戦士スピルバン→超人機メタルダー→世界忍者戦ジライヤ→機動刑事ジバン→特警ウインスペクター→特救指令ソルブレイン→特捜エクシードラフト→特捜ロボ ジャンパーソン※
- プロレスの星 アステカイザー[42]
- マシンハヤブサ[43]
- キャンディ・キャンディ[44]
- 魔女っ子チックル[45]
- 花の子ルンルン
- 魔法少女ララベル
- ハロー!サンディベル
- 一休さん▲
- 怪物くん（2010年の日テレドラマも放送）
- フクちゃん
- 忍者ハットリくん（アニメ版）
- パーマン（第2作）
- エスパー魔美→チンプイ→21エモン
- 藤子不二雄ワイド
- The・かぼちゃワイン
- 愛してナイト
- 夢戦士ウイングマン
- オヨネコぶーにゃん
- 名探偵ホームズ
- 聖闘士星矢（「…Ω」は※）
- 悪魔くん（アニメ版）
- もーれつア太郎（第2作）
- おぼっちゃまくん
- つるピカハゲ丸くん
- きんぎょ注意報!
- 美少女戦士セーラームーン（無印のみ放映）※
- 朝まで生テレビ!※
- 南国少年パプワくん※
- メ〜テレ（名古屋テレビ）制作のアニメ▲
  - 無敵超人ザンボット3[46]
  - 重戦機エルガイム→機動戦士Ζガンダム→機動戦士ガンダムΖΖ→機甲戦記ドラグナー→鎧伝サムライトルーパー→獣神ライガー（勇者エクスカイザー以降はTUYを経て勇者特急マイトガインの途中でYTSに戻った）
- 宇宙伝説ユリシーズ31
- 超合体魔術ロボ ギンガイザー[47]
- GARACTIC PATOROL レンズマン[48]
- 宇宙船サジタリウス
- ニュースステーション - 1991年1月の湾岸戦争の報道特番と1993年1月19日の皇太子妃雅子の婚約特番のみ。
- 選挙ステーション - 19時台から
  - なお、日曜 19:00 - 20:54と21:00 - 22:54の番組はテレ朝同時ネットだったため、YTSのネットチェンジ後も放送時間に変更がない形となり、放送局が入れ替わるだけとなった。
- 誘われて二人旅
- 華麗にAh!so※
- 銀牙 -流れ星 銀-（水曜 16:30 - 17:00[49]）

##### テレビ東京系
- とびだせ!マシーン飛竜[50]
- 巨神ゴーグ[51]
- 炎の闘球児 ドッジ弾平
- 日曜囲碁対局
- 宇宙の騎士テッカマンブレード
- りぼん魔法少女シリーズ
  - 姫ちゃんのリボン
  - 赤ずきんチャチャ
  - ナースエンジェルりりかSOS
  - こどものおもちゃ
- トランスフォーマーシリーズ（『マイクロン伝説』以降は県内未放送）
  - ビーストウォーズ 超生命体トランスフォーマー
  - ビーストウォーズII 超生命体トランスフォーマー
  - ビーストウォーズネオ 超生命体トランスフォーマー
  - ビーストウォーズメタルス 超生命体トランスフォーマー
  - トランスフォーマー カーロボット
- 疾風!アイアンリーガー
- 覇王大系リューナイト
- 獣戦士ガルキーバ
- 愛天使伝説ウェディングピーチ
- 爆れつハンター
- 新世紀エヴァンゲリオン
- セイバーマリオネットJ
- 赤ちゃんと僕
- 天空のエスカフローネ
- とっとこハム太郎
- マッハGoGoGo（1997年版）
- マスターモスキートン'99
- セイバーマリオネットJ to X
- サイレントメビウス
- ヨシモトムチッ子物語
- 少女革命ウテナ
- 時空探偵ゲンシクン
- 彼氏彼女の事情
- カウボーイビバップ
- 発明BOYカニパン
  - 超発明BOYカニパン
- 宇宙海賊ミトの大冒険
- ビックリマン2000
- KAIKANフレーズ
- ドンキーコング
- 超GALS!寿蘭
- 日曜ビッグスペシャル（日曜ビッグバラエティはテレビユー山形で放送）
- あぶない少年
- 魔法少女プリティサミー
- ジャングル大帝
- 三つ目がとおる
- マンガ日本経済入門
- わがまま☆フェアリー ミルモでポン!シリーズ
- 奥さまは外国人
- 感涙!時空タイムス
- SHOWBIZ COUNTDOWN
- ココリコミリオン家族
- お茶の間の真実〜もしかして私だけ!?〜
- GO!GO!アッキーナ
- きらりん☆レボリューション
- ペット大集合!ポチたま
- 爆丸バトルブローラーズ ニューヴェストロイア
- 極上!!めちゃモテ委員長
- 空から日本を見てみよう
- ケロロ軍曹
- 〜どうぶつ冒険バラエティ〜ワンダ!
- 男子ごはん（現在はさくらんぼテレビで放送）
- ペット大行進! ど〜ぶつくん
- カードファイト!! ヴァンガードシリーズ（第3期「リンクジョーカー編」以降は県内未放送）
- たまごっち!（「ゆめキラドリーム」のみ放送）
- フューチャーカード バディファイト（第1期のみ放送）
- アイカツ!（中断時期あり、『アイカツスターズ!』以降は県内未放送）
- NARUTO -ナルト-→NARUTO -ナルト- 疾風伝
- 素晴らしきドケチ家族
- さきどり!PC遊び塾
- 歌え!ヒット・ヒット
- なんでもベストテン!
- シネマ通信（第1期）
- 千夜釣行
- 細川隆一郎の天下御免!
- 渡部昇一の新世紀歓談
- ウッチャンナンチャンのコンビニエンス物語
- SKINOW
- 藤原弘達のグリーン放談
- プロ野球列伝〜不滅のヒーローたち〜（テレビ愛知制作）
- 二代目 和風総本家（テレビ大阪制作）
- たけしのニッポンのミカタ!

他多数

##### その他
- 新サンデートーク（仙台放送製作の東北電力枠、以下同様枠あり）
- 今、きらめいて
- タカラヅカ・カフェブレーク
- Live TOMATO
- ケータイ少女
- イッテ♡恋48
- ウルトラゾーン
- IJP イジュウインパーク（TOKYO MX制作）
- 爆笑!バスタイム（BeeTV制作）
- 転生したらスライムだった件（BS11制作）[注釈 26]
- 東京リベンジャーズ聖夜決戦編（毎日放送・AT-X製作参加、テレビ東京番組協力）[注釈 27]

NNS東北ブロックネット
- ツナガッテルかーい!
- 元気一番"生"テレビ

#### 旧局舎時代（2005年1月14日まで）に放送された日本テレビ系列の番組
◇印はANN脱退後に継続並びに新規で放送された番組、☆印は2022年4月現在放映中
- NNN朝のニュース
- NNN昼のニュース→NNNニュースダッシュ
- NNNジャストニュース→NNN6:30きょうのニュース→NNNライブオンネットワーク→NNNニュースプラス1
- ◇NNNきょうの出来事
- おはよう!こどもショー（一時TBS系「ヤング720」ネットのため中断）
- カリキュラマシーン
- ◇ズームイン!!朝!（1983年4月4日よりネット）→ズームイン!!SUPER
- ルックルックこんにちは（一時ネット中断）
- ロンパールーム
- お昼のワイドショー→◇午後は○○おもいッきりテレビ
- ごちそうさま
- おしゃれ→三枝成章の気まぐれ
- ライオンお笑いネットワーク→愛のサスペンス劇場→女の劇場→スター（秘）訪問!（→途中花王愛の劇場をディレイネット）→◇おもいッきりテレビ13時台
- 11PM（1978年3月で打ち切り【本編は1990年3月で終了】）→◇EXテレビ（1993年4月からネット【本編は1990年4月開始】）
- 太陽にほえろ!
- スター誕生!
- 笑点☆
- シャボン玉ホリデー
- すばらしい世界旅行（途中でYTSへ→地球トライアル（同じくYTSへ））→◇あしたP-KAN気分!（初期はYTSで、途中からYBCに移行）
- 紅白歌のベストテン→ザ・トップテン→歌のトップテン→所さんのまっかなテレビ→◇世界まる見え!テレビ特捜部☆
- ◇水曜ロードショー→金曜ロードショー（1980年4月から1993年3月の間はYTSで放送。YTSでは、『水曜ロードショー』の途中で『火曜ロードショー』として時差ネット）☆
- ◇火曜サスペンス劇場（元々、木曜深夜の「木曜サスペンス劇場」→金曜深夜の「金曜サスペンス劇場」→土曜午後の「土曜サスペンス劇場」を経て1993年4月より同時ネットへ移行）
- ◇木曜スペシャル
- 木曜ゴールデンドラマ
- ◇土曜グランド劇場（現在は、土曜ドラマとして☆）
- ◇ザ・ワイド
- ◇ウェークアップ!☆
- 心のともしび

## アナウンサー

### 男性
- 1992年 小坂憲央（アナウンス部長）
- 1995年 山本浩一
- 2002年 陣内倫洋
- 2020年 佐塚崇恭（元福井放送）
- 2024年 横山岳（元あいテレビ）

### 女性
- 1995年 小川香織
- 1996年 松下香織
- 2016年 山川麻衣子
- 2022年 中川悠
- 2024年 中田妃那
- 2025年 大坪奈津子（元四国放送、ホリプロ）、佐々木陶子（元NHK青森放送局）

### かつて在籍していたアナウンサー（異動・退職）

#### 男性
- 1953年
  - 吉川駿
  - 吉岡敬夫
- 1963年 
  - 井原義光 （ - 2001年定年退職）
- 1964年 
  - 芹川晴夫（ - 2000年定年退職）
- 1965年 
  - 中根幹夫（ - 1967年、→日本短波放送）
- 1966年 
  - 古池常泰（ - 2003年定年退職。妻は同じく当時の同僚アナで後に山形テレビアナウンサーでも活動した古池一子。息子は同じ系列である青森放送報道部の社員で元アナウンサーの古池雄）
- 1967年 
  - 森兼太郎（ - 1972年、退職後は中京テレビへ移籍）
- 1969年 
  - 荒川強啓（ - 1982年、→フリー）
- 1973年 
  - 住田英仁（ - 2009年定年退職）
- 1975年 
  - 安藤勲（→異動→2008年4月より現場復帰、現在シニアスタッフ）
- 1980年 
  - 芳賀道也（ - 2012年4月にラジオ部門へ異動→2019年2月退職、現在参議院議員）
- 1983年 
  - 斉藤修（ - 1991年、→地元局のNST新潟総合テレビ→南三陸ホテル観洋）
- 1984年 
  - 賀内隆弘（ - 1986年、→地元局の秋田放送）
- 1986年 
  - 秋山裕靖（ - 2008年）
- 1988年 
  - 佐伯敏光（ - 2019年）
- 1989年 
  - 斉田淳（ - 1992年）
- 1992年
  - 門田和弘（ - 2024年、2011年部署異動→2012年4月アナウンス部復帰→2024年部署異動）
- 2009年 
  - 山下将史（ - 2020年）
- 2018年 
  - 内野航（ - 2023年、→大分朝日放送）
- 宇野圭一
- 遠藤忠男
- 大村和夫
- 小宅邦雄
- 古山康夫（→山形テレビ、現在は退職）
- 東海林恒昭（元北海道帯広美栄小学校教師[52]）
- 鳥海務
- 奈良岡勉
- 野々村邦徳
- 三浦恭右

#### 女性
- 1975年 
  - 板橋恵子（ - 1982年、→地元局のエフエム仙台→現在はフリーで活動）
- 1980年 
  - 家坂文子（ - 1988年、→テレビユー山形）
- 1982年 
  - 小国みゆき（ - 1987年、現姓・八重樫、秋田放送に在籍していた八重樫葵の母）
- 1985年 
  - 青木邦江
  - 稲村英子
  - 舘野順子（ - 1990年、→東京でフリーアナウンサー）
- 1986年 
  - 魚住由紀（ - 1989年、→退職後は関西に拠点を移しフリーアナウンサーを務めた）
- 1987年
  - 遠田智子（ - 1991年、→現：芸能リポーター）
- 1988年 
  - 鈴木紀子（ - 1993年、→フリー）
  - 水本早苗（ - 1990年、→WOWOW）
- 1989年 
  - 阿部真美（ - 1994年）
  - 大熊幸子（ - 1994年、→フリー）
- 1990年 
  - 猪田美奈子（ - 1997年）
  - 今野さえ子（ - 1996年）
- 1991年 
  - 旗本由紀子（ - 1996年、→ニチエンプロダクション所属のフリーアナウンサー）
- 1992年 
  - 江橋摩美（ - 2004年、→フリー・太平洋放送協会）
  - 大森奈々絵（ - 1998年）
  - 森厚子（ - 1997年、→山形を拠点にフリーアナウンサー　現姓・門田）
- 1993年 
  - 奥山さち代（ - 1995年）
  - 横尾友栄（ - 2008年、現在「壽屋寿香蔵」代表取締役）
- 1995年 
  - 藤村径子（ - 1999年、→退職後、地元局のミヤギテレビで「あッ！晴れテレビ」の進行を務めた）
- 1997年 
  - 斎藤桃子（ - 2005年、現姓・原田）
  - 福岡直美（ - 2003年7月、→NHK京都放送局→現在ピカンテ所属、現姓・大槻）
- 1999年 
  - 佐藤智恵子（ - 2002年、退職後は仙台を拠点にフリーアナウンサー・フードアナリスト）
  - 青山友紀（ - 2025年）
- 2003年 
  - 相磯舞（ - 2017年）
- 2004年 
  - 金本美紀（ - 2010年、→ニチエンプロダクション所属のフリーアナウンサー）
  - 長澤紗希子（ - 2012年、2012年4月部署異動）
- 2005年 
  - 竹内久乃（ - 2009年、→TBSニュースバード）
- 2010年 
  - 阿部美里（ - 2011年、→東日本放送）
- 2012年 
  - 大木瞳美（ - 2023年、元高知放送）
  - 川口満里奈（ - 2017年、→ホリプロ所属のフリーアナウンサー）
- 2018年 
  - 牛島可南子（ - 2022年）
- 2019年 
  - 坂本洋子
- 2020年 
  - 相内抄彩（元福井放送）
- 2022年
  - 山本倖千恵（ - 2024年、→地元局のテレビ東京）
- 明石美紀子
- 石山栄里子
- 板垣幸江（旧姓・千葉）
- 井上静子
- 大貫ヒロコ
- 奥山由美（→ソプラノ歌手）
- 小野薫
- 木山民奈子
- 清原幸枝
- 熊沢直子
- 近藤桜
- 古池一子（古池常泰の妻、→山形テレビ→フリー）
- 関佳江
- 武田路子
- 樋口幸子
- 本間聡美
- 前川孝子（→フリー、旧姓・長岡）
- 松野井優子

## 地域ニュースの動画配信
山形県内ニュースは「YBC news every.」で放送された分のみを動画配信中（要Windows Media Player、祝日および土日放送分のニュースは動画・文字配信共になし）。

## 海外姉妹放送局
- KCNC-TV - アメリカ、コロラド州デンバー、CBSネットワーク直営局
  - 1989年に姉妹締結を行った当時はNBCネットワークの直営局（1995年9月にネットチェンジを実施）
- 安東文化放送 - 韓国、慶尚北道安東市、MBC系列
- ポズナニ放送 - ポーランド、ポズナニ市
- サザンクロス放送 - オーストラリア、タスマニア州
- イカロス放送 - ギリシャ、クレタ島
- 河南電視台 - 中国、河南省鄭州市

## イベント・事業

### YBC グルメ祭り
- 毎年2月の第2土曜日 - 月曜日の3日間に山形ビッグウイング（山形国際交流プラザ）で県内または県外の美味しい物を一堂に集めた「YBCおいしいものフェア」を開催している。なお、同局の製作番組「ピヨ卵ワイド430」内で考案されたスイーツも登場する。最近では芸能人をゲストとして呼ぶようになった。
- ゲスト芸能人が参加する時間帯にはテレビ中継も行う。
- 2015年より「おいしいものフェア」から「グルメ祭り」に名称を変更。

#### ゲスト芸能人
- 長州小力 - 2006年
- 石塚英彦（ホンジャマカ）- 2007年
- ギャル曽根 - 2008年
- エド・はるみ - 2009年
- パパイヤ鈴木 - 2010年
- 鉄拳（ステージのみのテレビ中継なし）、スザンヌ - 2011年
- ムーディ勝山/三浦 友加（共にステージのみのテレビ中継なし）、U字工事 - 2012年
- 楽しんご（ステージのみのテレビ中継なし）、いとうあさこ - 2013年
- キンタロー。 - 2014年
- 爆笑コメディアンズ/くまだまさし（共にステージのみのテレビ中継なし）、どぶろっく - 2015年
- 2016年は初の未開催
- ウド鈴木（キャイ〜ン） - 2017年
- 2018年は2年ぶり2回目の未開催
- 朝倉さや（ステージのみのテレビ中継なし）爆笑コメディアンズ（ラジオ中継のみ）/平野ノラ - 2019年

## 広報
マスコットキャラクター
- 局のマスコットキャラクターは『ぷにゅん』。YBCでは長らくマスコットキャラクターは置いていなかったが、2001年（平成13年）1月にYBCの開局以来初のマスコットキャラクターとして誕生。これは耳の生えたピンクのボールの様な風貌（任天堂のキャラクター「星のカービィ」に似ている）。ぷにゅん星雲からやって来た変幻自在の軟体生物で、何にでも興味を持つけどいつも失敗ばかりである。また、『ぷにゅんのとっておき!』という、CMタイアップ番組（ある企業の30秒CMの前後に短いオープニングとエンディングを足しただけ。不定期番組?）も放送されている。YBCの中継車には、ぷにゅんがでかでかとプリントされている。

キャッチコピー
- キャッチコピーは、ぷにゅんの登場以前の1996年（平成8年）4月1日 - 12月31日に「食前食後にYBC」が、1997年（平成9年）1月1日 - 1999年（平成11年）3月31日に「ビシッとYBC」が、1999年（平成11年）4月1日 - 2000年（平成12年）12月31日に「テレちゃう」がそれぞれ使われていた。ぷにゅんの登場に合わせ、2001年（平成13年）1月より「ぴたー」というキャッチコピーを導入し、2002年（平成14年）9月まで使用した（その後3ヶ月はキャッチコピー空白状態）。2003年（平成15年）1月 - 2009年（平成21年）3月31日はCIの導入に合わせて「おもしろ主義るっ!」が使われていたが、2009年（平成21年）4月1日 - 2012年（平成24年）12月31日、2014年（平成26年）1月1日 - に「一緒に歩こ」が使われた。2013年（平成25年）1月1日 - 12月31日は1年限定で開局60周年に合わせて、「ココロつながる」を使用した。

ロゴマーク
- 現在のロゴ（2003年（平成15年）1月1日 - ）は3代目で開局50周年を記念して製作されたもの。Yの字をデフォルメし両翼を広げて羽ばたくイメージをテレビ三原色でまとめたもの。ロゴマークはYの文字を一筆書きで、躍動感と伸びゆく姿を表現している。英文ロゴはソフトな筆記体で親しみやすさを表現している。
- 1993年（平成5年）頃から2002年（平成14年）12月31日まで使用された2代目のロゴは、赤い楕円の上に紫色の文字で「YBC」だった。

旧社章
角張った型のロゴタイプ
曲線型のロゴマーク
山形新聞社と同じロゴタイプを用いたもの

## テレビ視聴率
- 年間視聴率については、1993年（平成5年）から2005年（平成17年）までの13年間、そして1年（2006年（平成18年））を挟んで2007年（平成19年）から2024年（令和6年）と18年連続でYBCが3冠を達成している。
- なお、2006年（平成18年）の年間視聴率は、プライムでフジテレビ系列のさくらんぼテレビに首位の座を奪われ、1993年（平成5年）から続いた14年連続の3冠王は達成できなかった。ただし、全日とゴールデンはそれぞれYBCが首位を獲得した（2冠）。
- 年度視聴率については、1993年（平成5年）度から31年連続で3冠王を達成している[53]。これはキー局を含む全国の民放局で最長記録。2004年度から2010年度において関東地区でフジテレビが3冠王を達成した時期にも、視聴率首位を守っている。
- 上記は、いずれも世帯視聴率である。個人全体視聴率でも2022年（令和4年）は年間は2年連続、年度でも3年連続の3冠だった。

## 社史・記念誌
- 高橋昭編著『山形放送三十三年誌』 1987年10月発行、659ページ。
- 山形放送株式会社報道制作本部編集委員会編『YBC 35年のあゆみ』 1988年10月発行、73ページ。
- YBC五十周年委員会編『山形放送の50年』 2003年10月発行、435ページ。